# قائمة النقود المعدنية الأردنية (فلس)
هذه قائمة النقود المعدنية الأردنية فئة فلس وهي تشمل الإصدارات النقدية المعدنية من فئة "فلس" الصادرة في المملكة الأردنية الهاشمية.

## الفئات

### 1 فلس

#### 1949 إلى 1965
| \| \|                                                    | \| \|                                                    | \| \|                                                      | \| \|                                                      | \| \| |
| -------------------------------------------------------- | -------------------------------------------------------- | ---------------------------------------------------------- | ---------------------------------------------------------- | ----- |
| 1 فلس أردني معدني (1949)                                 |                                                          |                                                            |                                                            |       |
| الوجه : 1 1368 - 1949 فلس واحد المملكة الأردنية الهاشمية | الوجه : 1 1368 - 1949 فلس واحد المملكة الأردنية الهاشمية | العكس : THE HASHEMITE KINGDOM OF THE JORDAN ONE FIL 1 1949 | العكس : THE HASHEMITE KINGDOM OF THE JORDAN ONE FIL 1 1949 |       |
| الكتلة 3 غ                                               | المعدن برونز                                             | القطر 18 مم                                                | السُمك 2 مم                                                 |       |
| المصمم(ون)                                               | المصمم(ون)                                               | الحواف ملساء                                               | الحواف ملساء                                               |       |
| الطرازات 1949                                            | الطرازات 1949                                            | القيمة الاسمية 0.001 دينار أردني                           | القيمة الاسمية 0.001 دينار أردني                           |       |
|                                                          |                                                          |                                                            |                                                            |       |

| \| \|                                                    | \| \|                                                    | \| \|                                                      | \| \|                                                      | \| \| |
| -------------------------------------------------------- | -------------------------------------------------------- | ---------------------------------------------------------- | ---------------------------------------------------------- | ----- |
| 1 فلس أردني معدني (1955)                                 |                                                          |                                                            |                                                            |       |
| الوجه : 1 1374 - 1955 فلس واحد المملكة الأردنية الهاشمية | الوجه : 1 1374 - 1955 فلس واحد المملكة الأردنية الهاشمية | العكس : THE HASHEMITE KINGDOM OF THE JORDAN ONE FIL 1 1955 | العكس : THE HASHEMITE KINGDOM OF THE JORDAN ONE FIL 1 1955 |       |
| الكتلة 3 غ                                               | المعدن برونز                                             | القطر 18 مم                                                | السُمك 1.7 مم                                               |       |
| المصمم(ون)                                               | المصمم(ون)                                               | الحواف ملساء                                               | الحواف ملساء                                               |       |
| الطرازات 1955                                            | الطرازات 1955                                            | القيمة الاسمية 0.001 دينار أردني                           | القيمة الاسمية 0.001 دينار أردني                           |       |
|                                                          |                                                          |                                                            |                                                            |       |

| \| \|                                                    | \| \|                                                    | \| \|                                                      | \| \|                                                      | \| \| |
| -------------------------------------------------------- | -------------------------------------------------------- | ---------------------------------------------------------- | ---------------------------------------------------------- | ----- |
| 1 فلس أردني معدني (1960)                                 |                                                          |                                                            |                                                            |       |
| الوجه : 1 1379 - 1960 فلس واحد المملكة الأردنية الهاشمية | الوجه : 1 1379 - 1960 فلس واحد المملكة الأردنية الهاشمية | العكس : THE HASHEMITE KINGDOM OF THE JORDAN ONE FIL 1 1960 | العكس : THE HASHEMITE KINGDOM OF THE JORDAN ONE FIL 1 1960 |       |
| الكتلة 3 غ                                               | المعدن برونز                                             | القطر 18 مم                                                | السُمك 1.7 مم                                               |       |
| المصمم(ون)                                               | المصمم(ون)                                               | الحواف ملساء                                               | الحواف ملساء                                               |       |
| الطرازات 1960                                            | الطرازات 1960                                            | القيمة الاسمية 0.001 دينار أردني                           | القيمة الاسمية 0.001 دينار أردني                           |       |
|                                                          |                                                          |                                                            |                                                            |       |

| \| \|                                                    | \| \|                                                    | \| \|                                                      | \| \|                                                      | \| \| |
| -------------------------------------------------------- | -------------------------------------------------------- | ---------------------------------------------------------- | ---------------------------------------------------------- | ----- |
| 1 فلس أردني معدني (1963)                                 |                                                          |                                                            |                                                            |       |
| الوجه : 1 1383 - 1963 فلس واحد المملكة الأردنية الهاشمية | الوجه : 1 1383 - 1963 فلس واحد المملكة الأردنية الهاشمية | العكس : THE HASHEMITE KINGDOM OF THE JORDAN ONE FIL 1 1963 | العكس : THE HASHEMITE KINGDOM OF THE JORDAN ONE FIL 1 1963 |       |
| الكتلة 3 غ                                               | المعدن برونز                                             | القطر 18 مم                                                | السُمك 1.7 مم                                               |       |
| المصمم(ون)                                               | المصمم(ون)                                               | الحواف ملساء                                               | الحواف ملساء                                               |       |
| الطرازات 1963                                            | الطرازات 1963                                            | القيمة الاسمية 0.001 دينار أردني                           | القيمة الاسمية 0.001 دينار أردني                           |       |
|                                                          |                                                          |                                                            |                                                            |       |

| \| \|                                                   | \| \|                                                   | \| \|                                                      | \| \|                                                      | \| \| |
| ------------------------------------------------------- | ------------------------------------------------------- | ---------------------------------------------------------- | ---------------------------------------------------------- | ----- |
| 1 فلس أردني معدني (1964)                                |                                                         |                                                            |                                                            |       |
| الوجه : 1 1383- 1964 فلس واحد المملكة الأردنية الهاشمية | الوجه : 1 1383- 1964 فلس واحد المملكة الأردنية الهاشمية | العكس : THE HASHEMITE KINGDOM OF THE JORDAN ONE FIL 1 1964 | العكس : THE HASHEMITE KINGDOM OF THE JORDAN ONE FIL 1 1964 |       |
| الكتلة 3 غ                                              | المعدن برونز                                            | القطر 18 مم                                                | السُمك 1.7 مم                                               |       |
| المصمم(ون)                                              | المصمم(ون)                                              | الحواف ملساء                                               | الحواف ملساء                                               |       |
| الطرازات 1964                                           | الطرازات 1964                                           | القيمة الاسمية 0.001 دينار أردني                           | القيمة الاسمية 0.001 دينار أردني                           |       |
|                                                         |                                                         |                                                            |                                                            |       |

| \| \|                                                    | \| \|                                                    | \| \|                                                      | \| \|                                                      | \| \| |
| -------------------------------------------------------- | -------------------------------------------------------- | ---------------------------------------------------------- | ---------------------------------------------------------- | ----- |
| 1 فلس أردني معدني (1965)                                 |                                                          |                                                            |                                                            |       |
| الوجه : 1 1385 - 1965 فلس واحد المملكة الأردنية الهاشمية | الوجه : 1 1385 - 1965 فلس واحد المملكة الأردنية الهاشمية | العكس : THE HASHEMITE KINGDOM OF THE JORDAN ONE FIL 1 1965 | العكس : THE HASHEMITE KINGDOM OF THE JORDAN ONE FIL 1 1965 |       |
| الكتلة 3 غ                                               | المعدن برونز                                             | القطر 18 مم                                                | السُمك 1.7 مم                                               |       |
| المصمم(ون)                                               | المصمم(ون)                                               | الحواف ملساء                                               | الحواف ملساء                                               |       |
| الطرازات 1965                                            | الطرازات 1965                                            | القيمة الاسمية 0.001 دينار أردني                           | القيمة الاسمية 0.001 دينار أردني                           |       |
|                                                          |                                                          |                                                            |                                                            |       |

#### 1968 إلى 1985
| \| \|                                                                         | \| \|                                                                         | \| \|                                                | \| \|                                                | \| \| |
| ----------------------------------------------------------------------------- | ----------------------------------------------------------------------------- | ---------------------------------------------------- | ---------------------------------------------------- | ----- |
| 1 فلس أردني معدني (1968)                                                      |                                                                               |                                                      |                                                      |       |
| الوجه : 1381 هـ - 1968 مـ فلس واحد 1 ONE FILS THE HASHEMITE KINGDOM OF JORDAN | الوجه : 1381 هـ - 1968 مـ فلس واحد 1 ONE FILS THE HASHEMITE KINGDOM OF JORDAN | العكس : الحسين بن طلال ملك المملكة الاردنية الهاشمية | العكس : الحسين بن طلال ملك المملكة الاردنية الهاشمية |       |
| الكتلة 3 غ                                                                    | المعدن برونز                                                                  | القطر 18 مم                                          | السُمك 2 مم                                           |       |
| المصمم(ون)                                                                    | المصمم(ون)                                                                    | الحواف ملساء                                         | الحواف ملساء                                         |       |
| الطرازات 1968                                                                 | الطرازات 1968                                                                 | القيمة الاسمية 0.001 دينار أردني                     | القيمة الاسمية 0.001 دينار أردني                     |       |
|                                                                               |                                                                               |                                                      |                                                      |       |

| \| \|                                                                         | \| \|                                                                         | \| \|                                                | \| \|                                                | \| \| |
| ----------------------------------------------------------------------------- | ----------------------------------------------------------------------------- | ---------------------------------------------------- | ---------------------------------------------------- | ----- |
| 1 فلس أردني معدني (1978)                                                      |                                                                               |                                                      |                                                      |       |
| الوجه : 1398 هـ - 1978 مـ فلس واحد 1 ONE FILS THE HASHEMITE KINGDOM OF JORDAN | الوجه : 1398 هـ - 1978 مـ فلس واحد 1 ONE FILS THE HASHEMITE KINGDOM OF JORDAN | العكس : الحسين بن طلال ملك المملكة الأردنية الهاشمية | العكس : الحسين بن طلال ملك المملكة الأردنية الهاشمية |       |
| الكتلة 3 غ                                                                    | المعدن برونز                                                                  | القطر 18 مم                                          | السُمك 2 مم                                           |       |
| المصمم(ون)                                                                    | المصمم(ون)                                                                    | الحواف ملساء                                         | الحواف ملساء                                         |       |
| الطرازات 1978                                                                 | الطرازات 1978                                                                 | القيمة الاسمية 0.001 دينار أردني                     | القيمة الاسمية 0.001 دينار أردني                     |       |
|                                                                               |                                                                               |                                                      |                                                      |       |

| \| \|                                                                         | \| \|                                                                         | \| \|                                                | \| \|                                                | \| \| |
| ----------------------------------------------------------------------------- | ----------------------------------------------------------------------------- | ---------------------------------------------------- | ---------------------------------------------------- | ----- |
| 1 فلس أردني معدني (1984)                                                      |                                                                               |                                                      |                                                      |       |
| الوجه : 1404 هـ - 1984 مـ فلس واحد 1 ONE FILS THE HASHEMITE KINGDOM OF JORDAN | الوجه : 1404 هـ - 1984 مـ فلس واحد 1 ONE FILS THE HASHEMITE KINGDOM OF JORDAN | العكس : الحسين بن طلال ملك المملكة الأردنية الهاشمية | العكس : الحسين بن طلال ملك المملكة الأردنية الهاشمية |       |
| الكتلة 3 غ                                                                    | المعدن برونز                                                                  | القطر 18 مم                                          | السُمك 2 مم                                           |       |
| المصمم(ون)                                                                    | المصمم(ون)                                                                    | الحواف ملساء                                         | الحواف ملساء                                         |       |
| الطرازات 1984                                                                 | الطرازات 1984                                                                 | القيمة الاسمية 0.001 دينار أردني                     | القيمة الاسمية 0.001 دينار أردني                     |       |
|                                                                               |                                                                               |                                                      |                                                      |       |

| \| \|                                                                         | \| \|                                                                         | \| \|                                                | \| \|                                                | \| \| |
| ----------------------------------------------------------------------------- | ----------------------------------------------------------------------------- | ---------------------------------------------------- | ---------------------------------------------------- | ----- |
| 1 فلس أردني معدني (1985)                                                      |                                                                               |                                                      |                                                      |       |
| الوجه : 1406 هـ - 1985 مـ فلس واحد 1 ONE FILS THE HASHEMITE KINGDOM OF JORDAN | الوجه : 1406 هـ - 1985 مـ فلس واحد 1 ONE FILS THE HASHEMITE KINGDOM OF JORDAN | العكس : الحسين بن طلال ملك المملكة الأردنية الهاشمية | العكس : الحسين بن طلال ملك المملكة الأردنية الهاشمية |       |
| الكتلة 3 غ                                                                    | المعدن برونز                                                                  | القطر 18 مم                                          | السُمك 2 مم                                           |       |
| المصمم(ون)                                                                    | المصمم(ون)                                                                    | الحواف ملساء                                         | الحواف ملساء                                         |       |
| الطرازات 1985                                                                 | الطرازات 1985                                                                 | القيمة الاسمية 0.001 دينار أردني                     | القيمة الاسمية 0.001 دينار أردني                     |       |
|                                                                               |                                                                               |                                                      |                                                      |       |

### 5 فلس
| \| \|                                                     | \| \|                                                     | \| \|                                                    | \| \|                                                    | \| \| |
| --------------------------------------------------------- | --------------------------------------------------------- | -------------------------------------------------------- | -------------------------------------------------------- | ----- |
| 5 فلس أردني معدني (1949)                                  |                                                           |                                                          |                                                          |       |
| الوجه : 5 1368 - 1949 خمسة فلوس المملكة الأردنية الهاشمية | الوجه : 5 1368 - 1949 خمسة فلوس المملكة الأردنية الهاشمية | العكس : THE HASHEMITE KINGDOM OF JORDAN FIVE FILS 5 1949 | العكس : THE HASHEMITE KINGDOM OF JORDAN FIVE FILS 5 1949 |       |
| الكتلة 5.9 غ                                              | المعدن برونز                                              | القطر 24 مم                                              | السُمك 1.65 مم                                            |       |
| المصمم(ون)                                                | المصمم(ون)                                                | الحواف ملساء                                             | الحواف ملساء                                             |       |
| الطرازات 1949                                             | الطرازات 1949                                             | القيمة الاسمية 0.005 دينار أردني                         | القيمة الاسمية 0.005 دينار أردني                         |       |
|                                                           |                                                           |                                                          |                                                          |       |

| \| \|                                                     | \| \|                                                     | \| \|                                                    | \| \|                                                    | \| \| |
| --------------------------------------------------------- | --------------------------------------------------------- | -------------------------------------------------------- | -------------------------------------------------------- | ----- |
| 5 فلس أردني معدني (1955)                                  |                                                           |                                                          |                                                          |       |
| الوجه : 5 1374 - 1955 خمسة فلوس المملكة الأردنية الهاشمية | الوجه : 5 1374 - 1955 خمسة فلوس المملكة الأردنية الهاشمية | العكس : THE HASHEMITE KINGDOM OF JORDAN FIVE FILS 5 1955 | العكس : THE HASHEMITE KINGDOM OF JORDAN FIVE FILS 5 1955 |       |
| الكتلة 6 غ                                                | المعدن برونز                                              | القطر 24 مم                                              | السُمك 1.8 مم                                             |       |
| المصمم(ون)                                                | المصمم(ون)                                                | الحواف ملساء                                             | الحواف ملساء                                             |       |
| الطرازات 1955                                             | الطرازات 1955                                             | القيمة الاسمية 0.005 دينار أردني                         | القيمة الاسمية 0.005 دينار أردني                         |       |
|                                                           |                                                           |                                                          |                                                          |       |

| \| \|                                                     | \| \|                                                     | \| \|                                                    | \| \|                                                    | \| \| |
| --------------------------------------------------------- | --------------------------------------------------------- | -------------------------------------------------------- | -------------------------------------------------------- | ----- |
| 5 فلس أردني معدني (1960)                                  |                                                           |                                                          |                                                          |       |
| الوجه : 5 1379 - 1960 خمسة فلوس المملكة الأردنية الهاشمية | الوجه : 5 1379 - 1960 خمسة فلوس المملكة الأردنية الهاشمية | العكس : THE HASHEMITE KINGDOM OF JORDAN FIVE FILS 5 1960 | العكس : THE HASHEMITE KINGDOM OF JORDAN FIVE FILS 5 1960 |       |
| الكتلة 6 غ                                                | المعدن برونز                                              | القطر 24 مم                                              | السُمك 1.8 مم                                             |       |
| المصمم(ون)                                                | المصمم(ون)                                                | الحواف ملساء                                             | الحواف ملساء                                             |       |
| الطرازات 1960                                             | الطرازات 1960                                             | القيمة الاسمية 0.005 دينار أردني                         | القيمة الاسمية 0.005 دينار أردني                         |       |
|                                                           |                                                           |                                                          |                                                          |       |

| \| \|                                                     | \| \|                                                     | \| \|                                                    | \| \|                                                    | \| \| |
| --------------------------------------------------------- | --------------------------------------------------------- | -------------------------------------------------------- | -------------------------------------------------------- | ----- |
| 5 فلس أردني معدني (1962)                                  |                                                           |                                                          |                                                          |       |
| الوجه : 5 1382 - 1962 خمسة فلوس المملكة الأردنية الهاشمية | الوجه : 5 1382 - 1962 خمسة فلوس المملكة الأردنية الهاشمية | العكس : THE HASHEMITE KINGDOM OF JORDAN FIVE FILS 5 1962 | العكس : THE HASHEMITE KINGDOM OF JORDAN FIVE FILS 5 1962 |       |
| الكتلة 6 غ                                                | المعدن برونز                                              | القطر 24 مم                                              | السُمك 1.8 مم                                             |       |
| المصمم(ون)                                                | المصمم(ون)                                                | الحواف ملساء                                             | الحواف ملساء                                             |       |
| الطرازات 1962                                             | الطرازات 1962                                             | القيمة الاسمية 0.005 دينار أردني                         | القيمة الاسمية 0.005 دينار أردني                         |       |
|                                                           |                                                           |                                                          |                                                          |       |

| \| \|                                                    | \| \|                                                    | \| \|                                                    | \| \|                                                    | \| \| |
| -------------------------------------------------------- | -------------------------------------------------------- | -------------------------------------------------------- | -------------------------------------------------------- | ----- |
| 5 فلس أردني معدني (1964)                                 |                                                          |                                                          |                                                          |       |
| الوجه : 5 1383- 1964 خمسة فلوس المملكة الأردنية الهاشمية | الوجه : 5 1383- 1964 خمسة فلوس المملكة الأردنية الهاشمية | العكس : THE HASHEMITE KINGDOM OF JORDAN FIVE FILS 5 1964 | العكس : THE HASHEMITE KINGDOM OF JORDAN FIVE FILS 5 1964 |       |
| الكتلة 6 غ                                               | المعدن برونز                                             | القطر 24 مم                                              | السُمك 1.8 مم                                             |       |
| المصمم(ون)                                               | المصمم(ون)                                               | الحواف ملساء                                             | الحواف ملساء                                             |       |
| الطرازات 1964                                            | الطرازات 1964                                            | القيمة الاسمية 0.005 دينار أردني                         | القيمة الاسمية 0.005 دينار أردني                         |       |
|                                                          |                                                          |                                                          |                                                          |       |

| \| \|                                                     | \| \|                                                     | \| \|                                                    | \| \|                                                    | \| \| |
| --------------------------------------------------------- | --------------------------------------------------------- | -------------------------------------------------------- | -------------------------------------------------------- | ----- |
| 5 فلس أردني معدني (1967)                                  |                                                           |                                                          |                                                          |       |
| الوجه : 5 1387 - 1967 خمسة فلوس المملكة الأردنية الهاشمية | الوجه : 5 1387 - 1967 خمسة فلوس المملكة الأردنية الهاشمية | العكس : THE HASHEMITE KINGDOM OF JORDAN FIVE FILS 5 1967 | العكس : THE HASHEMITE KINGDOM OF JORDAN FIVE FILS 5 1967 |       |
| الكتلة 6 غ                                                | المعدن برونز                                              | القطر 24 مم                                              | السُمك 1.8 مم                                             |       |
| المصمم(ون)                                                | المصمم(ون)                                                | الحواف ملساء                                             | الحواف ملساء                                             |       |
| الطرازات 1967                                             | الطرازات 1967                                             | القيمة الاسمية 0.005 دينار أردني                         | القيمة الاسمية 0.005 دينار أردني                         |       |
|                                                           |                                                           |                                                          |                                                          |       |

#### 1967 إلى 1985
| \| \|                                                                            | \| \|                                                                            | \| \|                                                | \| \|                                                | \| \| |
| -------------------------------------------------------------------------------- | -------------------------------------------------------------------------------- | ---------------------------------------------------- | ---------------------------------------------------- | ----- |
| 5 فلس أردني معدني (1968)                                                         |                                                                                  |                                                      |                                                      |       |
| الوجه : 1387 هـ 1968 مـ نصف قرش 5 فلوس FIVE FILS THE HASHEMITE KINGDOM OF JORDAN | الوجه : 1387 هـ 1968 مـ نصف قرش 5 فلوس FIVE FILS THE HASHEMITE KINGDOM OF JORDAN | العكس : الحسين بن طلال ملك المملكة الاردنية الهاشمية | العكس : الحسين بن طلال ملك المملكة الاردنية الهاشمية |       |
| الكتلة 5.9 غ                                                                     | المعدن برونز                                                                     | القطر 24 مم                                          | السُمك 1.76 مم                                        |       |
| المصمم(ون)                                                                       | المصمم(ون)                                                                       | الحواف ملساء                                         | الحواف ملساء                                         |       |
| الطرازات 1968                                                                    | الطرازات 1968                                                                    | القيمة الاسمية 0.005 دينار أردني                     | القيمة الاسمية 0.005 دينار أردني                     |       |
|                                                                                  |                                                                                  |                                                      |                                                      |       |

| \| \|                                                                            | \| \|                                                                            | \| \|                                                | \| \|                                                | \| \| |
| -------------------------------------------------------------------------------- | -------------------------------------------------------------------------------- | ---------------------------------------------------- | ---------------------------------------------------- | ----- |
| 5 فلس أردني معدني (1970)                                                         |                                                                                  |                                                      |                                                      |       |
| الوجه : 1390 هـ 1970 مـ نصف قرش 5 فلوس FIVE FILS THE HASHEMITE KINGDOM OF JORDAN | الوجه : 1390 هـ 1970 مـ نصف قرش 5 فلوس FIVE FILS THE HASHEMITE KINGDOM OF JORDAN | العكس : الحسين بن طلال ملك المملكة الاردنية الهاشمية | العكس : الحسين بن طلال ملك المملكة الاردنية الهاشمية |       |
| الكتلة 5.9 غ                                                                     | المعدن برونز                                                                     | القطر 24 مم                                          | السُمك 1.76 مم                                        |       |
| المصمم(ون)                                                                       | المصمم(ون)                                                                       | الحواف ملساء                                         | الحواف ملساء                                         |       |
| الطرازات 1970                                                                    | الطرازات 1970                                                                    | القيمة الاسمية 0.005 دينار أردني                     | القيمة الاسمية 0.005 دينار أردني                     |       |
|                                                                                  |                                                                                  |                                                      |                                                      |       |

| \| \|                                                                            | \| \|                                                                            | \| \|                                                | \| \|                                                | \| \| |
| -------------------------------------------------------------------------------- | -------------------------------------------------------------------------------- | ---------------------------------------------------- | ---------------------------------------------------- | ----- |
| 5 فلس أردني معدني (1972)                                                         |                                                                                  |                                                      |                                                      |       |
| الوجه : 1392 هـ 1972 مـ نصف قرش 5 فلوس FIVE FILS THE HASHEMITE KINGDOM OF JORDAN | الوجه : 1392 هـ 1972 مـ نصف قرش 5 فلوس FIVE FILS THE HASHEMITE KINGDOM OF JORDAN | العكس : الحسين بن طلال ملك المملكة الاردنية الهاشمية | العكس : الحسين بن طلال ملك المملكة الاردنية الهاشمية |       |
| الكتلة 5.9 غ                                                                     | المعدن برونز                                                                     | القطر 24 مم                                          | السُمك 1.76 مم                                        |       |
| المصمم(ون)                                                                       | المصمم(ون)                                                                       | الحواف ملساء                                         | الحواف ملساء                                         |       |
| الطرازات 1972                                                                    | الطرازات 1972                                                                    | القيمة الاسمية 0.005 دينار أردني                     | القيمة الاسمية 0.005 دينار أردني                     |       |
|                                                                                  |                                                                                  |                                                      |                                                      |       |

| \| \|                                                                            | \| \|                                                                            | \| \|                                                | \| \|                                                | \| \| |
| -------------------------------------------------------------------------------- | -------------------------------------------------------------------------------- | ---------------------------------------------------- | ---------------------------------------------------- | ----- |
| 5 فلس أردني معدني (1974)                                                         |                                                                                  |                                                      |                                                      |       |
| الوجه : 1394 هـ 1974 مـ نصف قرش 5 فلوس FIVE FILS THE HASHEMITE KINGDOM OF JORDAN | الوجه : 1394 هـ 1974 مـ نصف قرش 5 فلوس FIVE FILS THE HASHEMITE KINGDOM OF JORDAN | العكس : الحسين بن طلال ملك المملكة الاردنية الهاشمية | العكس : الحسين بن طلال ملك المملكة الاردنية الهاشمية |       |
| الكتلة 5.9 غ                                                                     | المعدن برونز                                                                     | القطر 24 مم                                          | السُمك 1.76 مم                                        |       |
| المصمم(ون)                                                                       | المصمم(ون)                                                                       | الحواف ملساء                                         | الحواف ملساء                                         |       |
| الطرازات 1974                                                                    | الطرازات 1974                                                                    | القيمة الاسمية 0.005 دينار أردني                     | القيمة الاسمية 0.005 دينار أردني                     |       |
|                                                                                  |                                                                                  |                                                      |                                                      |       |

| \| \|                                                                            | \| \|                                                                            | \| \|                                                | \| \|                                                | \| \| |
| -------------------------------------------------------------------------------- | -------------------------------------------------------------------------------- | ---------------------------------------------------- | ---------------------------------------------------- | ----- |
| 5 فلس أردني معدني (1975)                                                         |                                                                                  |                                                      |                                                      |       |
| الوجه : 1395 هـ 1975 مـ نصف قرش 5 فلوس FIVE FILS THE HASHEMITE KINGDOM OF JORDAN | الوجه : 1395 هـ 1975 مـ نصف قرش 5 فلوس FIVE FILS THE HASHEMITE KINGDOM OF JORDAN | العكس : الحسين بن طلال ملك المملكة الاردنية الهاشمية | العكس : الحسين بن طلال ملك المملكة الاردنية الهاشمية |       |
| الكتلة 5.9 غ                                                                     | المعدن برونز                                                                     | القطر 24 مم                                          | السُمك 1.76 مم                                        |       |
| المصمم(ون)                                                                       | المصمم(ون)                                                                       | الحواف ملساء                                         | الحواف ملساء                                         |       |
| الطرازات 1975                                                                    | الطرازات 1975                                                                    | القيمة الاسمية 0.005 دينار أردني                     | القيمة الاسمية 0.005 دينار أردني                     |       |
|                                                                                  |                                                                                  |                                                      |                                                      |       |

| \| \|                                                                            | \| \|                                                                            | \| \|                                                | \| \|                                                | \| \| |
| -------------------------------------------------------------------------------- | -------------------------------------------------------------------------------- | ---------------------------------------------------- | ---------------------------------------------------- | ----- |
| 5 فلس أردني معدني (1978)                                                         |                                                                                  |                                                      |                                                      |       |
| الوجه : 1398 هـ 1978 مـ نصف قرش 5 فلوس FIVE FILS THE HASHEMITE KINGDOM OF JORDAN | الوجه : 1398 هـ 1978 مـ نصف قرش 5 فلوس FIVE FILS THE HASHEMITE KINGDOM OF JORDAN | العكس : الحسين بن طلال ملك المملكة الأردنية الهاشمية | العكس : الحسين بن طلال ملك المملكة الأردنية الهاشمية |       |
| الكتلة 4.5 غ                                                                     | المعدن برونز                                                                     | القطر 21 مم                                          | السُمك 1.52 مم                                        |       |
| المصمم(ون)                                                                       | المصمم(ون)                                                                       | الحواف ملساء                                         | الحواف ملساء                                         |       |
| الطرازات 1978                                                                    | الطرازات 1978                                                                    | القيمة الاسمية 0.005 دينار أردني                     | القيمة الاسمية 0.005 دينار أردني                     |       |
|                                                                                  |                                                                                  |                                                      |                                                      |       |

| \| \|                                                                            | \| \|                                                                            | \| \|                                                | \| \|                                                | \| \| |
| -------------------------------------------------------------------------------- | -------------------------------------------------------------------------------- | ---------------------------------------------------- | ---------------------------------------------------- | ----- |
| 5 فلس أردني معدني (1985)                                                         |                                                                                  |                                                      |                                                      |       |
| الوجه : 1406 هـ 1985 مـ نصف قرش 5 فلوس FIVE FILS THE HASHEMITE KINGDOM OF JORDAN | الوجه : 1406 هـ 1985 مـ نصف قرش 5 فلوس FIVE FILS THE HASHEMITE KINGDOM OF JORDAN | العكس : الحسين بن طلال ملك المملكة الأردنية الهاشمية | العكس : الحسين بن طلال ملك المملكة الأردنية الهاشمية |       |
| الكتلة 4.5 غ                                                                     | المعدن برونز                                                                     | القطر 21 مم                                          | السُمك 1.52 مم                                        |       |
| المصمم(ون)                                                                       | المصمم(ون)                                                                       | الحواف ملساء                                         | الحواف ملساء                                         |       |
| الطرازات 1985                                                                    | الطرازات 1985                                                                    | القيمة الاسمية 0.005 دينار أردني                     | القيمة الاسمية 0.005 دينار أردني                     |       |
|                                                                                  |                                                                                  |                                                      |                                                      |       |

### 10 فلس

#### 1949 إلى 1967
| \| \|                                                      | \| \|                                                      | \| \|                                                        | \| \|                                                        | \| \| |
| ---------------------------------------------------------- | ---------------------------------------------------------- | ------------------------------------------------------------ | ------------------------------------------------------------ | ----- |
| 10 فلس أردني معدني (1949)                                  |                                                            |                                                              |                                                              |       |
| الوجه : 10 1368 - 1949 عشرة فلوس المملكة الأردنية الهاشمية | الوجه : 10 1368 - 1949 عشرة فلوس المملكة الأردنية الهاشمية | العكس : THE HASHEMITE KINGDOM OF THE JORDAN TEN FILS 10 1949 | العكس : THE HASHEMITE KINGDOM OF THE JORDAN TEN FILS 10 1949 |       |
| الكتلة 5.9 غ                                               | المعدن برونز                                               | القطر 28 مم                                                  | السُمك 2.21 مم                                                |       |
| المصمم(ون)                                                 | المصمم(ون)                                                 | الحواف ملساء                                                 | الحواف ملساء                                                 |       |
| الطرازات 1949                                              | الطرازات 1949                                              | القيمة الاسمية 0.01 دينار أردني                              | القيمة الاسمية 0.01 دينار أردني                              |       |
|                                                            |                                                            |                                                              |                                                              |       |

| \| \|                                                      | \| \|                                                      | \| \|                                                        | \| \|                                                        | \| \| |
| ---------------------------------------------------------- | ---------------------------------------------------------- | ------------------------------------------------------------ | ------------------------------------------------------------ | ----- |
| 10 فلس أردني معدني (1955)                                  |                                                            |                                                              |                                                              |       |
| الوجه : 10 1374 - 1955 عشرة فلوس المملكة الأردنية الهاشمية | الوجه : 10 1374 - 1955 عشرة فلوس المملكة الأردنية الهاشمية | العكس : THE HASHEMITE KINGDOM OF THE JORDAN TEN FILS 10 1955 | العكس : THE HASHEMITE KINGDOM OF THE JORDAN TEN FILS 10 1955 |       |
| الكتلة 5.9 غ                                               | المعدن برونز                                               | القطر 28 مم                                                  | السُمك 2 مم                                                   |       |
| المصمم(ون)                                                 | المصمم(ون)                                                 | الحواف ملساء                                                 | الحواف ملساء                                                 |       |
| الطرازات 1955                                              | الطرازات 1955                                              | القيمة الاسمية 0.01 دينار أردني                              | القيمة الاسمية 0.01 دينار أردني                              |       |
|                                                            |                                                            |                                                              |                                                              |       |

| \| \|                                                      | \| \|                                                      | \| \|                                                        | \| \|                                                        | \| \| |
| ---------------------------------------------------------- | ---------------------------------------------------------- | ------------------------------------------------------------ | ------------------------------------------------------------ | ----- |
| 10 فلس أردني معدني (1960)                                  |                                                            |                                                              |                                                              |       |
| الوجه : 10 1379 - 1960 عشرة فلوس المملكة الأردنية الهاشمية | الوجه : 10 1379 - 1960 عشرة فلوس المملكة الأردنية الهاشمية | العكس : THE HASHEMITE KINGDOM OF THE JORDAN TEN FILS 10 1960 | العكس : THE HASHEMITE KINGDOM OF THE JORDAN TEN FILS 10 1960 |       |
| الكتلة 5.9 غ                                               | المعدن برونز                                               | القطر 28 مم                                                  | السُمك 2 مم                                                   |       |
| المصمم(ون)                                                 | المصمم(ون)                                                 | الحواف ملساء                                                 | الحواف ملساء                                                 |       |
| الطرازات 1960                                              | الطرازات 1960                                              | القيمة الاسمية 0.01 دينار أردني                              | القيمة الاسمية 0.01 دينار أردني                              |       |
|                                                            |                                                            |                                                              |                                                              |       |

| \| \|                                                      | \| \|                                                      | \| \|                                                        | \| \|                                                        | \| \| |
| ---------------------------------------------------------- | ---------------------------------------------------------- | ------------------------------------------------------------ | ------------------------------------------------------------ | ----- |
| 10 فلس أردني معدني (1962)                                  |                                                            |                                                              |                                                              |       |
| الوجه : 10 1382 - 1962 عشرة فلوس المملكة الأردنية الهاشمية | الوجه : 10 1382 - 1962 عشرة فلوس المملكة الأردنية الهاشمية | العكس : THE HASHEMITE KINGDOM OF THE JORDAN TEN FILS 10 1962 | العكس : THE HASHEMITE KINGDOM OF THE JORDAN TEN FILS 10 1962 |       |
| الكتلة 5.9 غ                                               | المعدن برونز                                               | القطر 28 مم                                                  | السُمك 2 مم                                                   |       |
| المصمم(ون)                                                 | المصمم(ون)                                                 | الحواف ملساء                                                 | الحواف ملساء                                                 |       |
| الطرازات 1962                                              | الطرازات 1962                                              | القيمة الاسمية 0.01 دينار أردني                              | القيمة الاسمية 0.01 دينار أردني                              |       |
|                                                            |                                                            |                                                              |                                                              |       |

| \| \|                                                     | \| \|                                                     | \| \|                                                        | \| \|                                                        | \| \| |
| --------------------------------------------------------- | --------------------------------------------------------- | ------------------------------------------------------------ | ------------------------------------------------------------ | ----- |
| 10 فلس أردني معدني (1964)                                 |                                                           |                                                              |                                                              |       |
| الوجه : 10 1383- 1964 عشرة فلوس المملكة الأردنية الهاشمية | الوجه : 10 1383- 1964 عشرة فلوس المملكة الأردنية الهاشمية | العكس : THE HASHEMITE KINGDOM OF THE JORDAN TEN FILS 10 1964 | العكس : THE HASHEMITE KINGDOM OF THE JORDAN TEN FILS 10 1964 |       |
| الكتلة 5.9 غ                                              | المعدن برونز                                              | القطر 28 مم                                                  | السُمك 2 مم                                                   |       |
| المصمم(ون)                                                | المصمم(ون)                                                | الحواف ملساء                                                 | الحواف ملساء                                                 |       |
| الطرازات 1964                                             | الطرازات 1964                                             | القيمة الاسمية 0.01 دينار أردني                              | القيمة الاسمية 0.01 دينار أردني                              |       |
|                                                           |                                                           |                                                              |                                                              |       |

| \| \|                                                      | \| \|                                                      | \| \|                                                        | \| \|                                                        | \| \| |
| ---------------------------------------------------------- | ---------------------------------------------------------- | ------------------------------------------------------------ | ------------------------------------------------------------ | ----- |
| 10 فلس أردني معدني (1965)                                  |                                                            |                                                              |                                                              |       |
| الوجه : 10 1385 - 1965 عشرة فلوس المملكة الأردنية الهاشمية | الوجه : 10 1385 - 1965 عشرة فلوس المملكة الأردنية الهاشمية | العكس : THE HASHEMITE KINGDOM OF THE JORDAN TEN FILS 10 1965 | العكس : THE HASHEMITE KINGDOM OF THE JORDAN TEN FILS 10 1965 |       |
| الكتلة 5.9 غ                                               | المعدن برونز                                               | القطر 28 مم                                                  | السُمك 2 مم                                                   |       |
| المصمم(ون)                                                 | المصمم(ون)                                                 | الحواف ملساء                                                 | الحواف ملساء                                                 |       |
| الطرازات 1965                                              | الطرازات 1965                                              | القيمة الاسمية 0.01 دينار أردني                              | القيمة الاسمية 0.01 دينار أردني                              |       |
|                                                            |                                                            |                                                              |                                                              |       |

| \| \|                                                      | \| \|                                                      | \| \|                                                        | \| \|                                                        | \| \| |
| ---------------------------------------------------------- | ---------------------------------------------------------- | ------------------------------------------------------------ | ------------------------------------------------------------ | ----- |
| 10 فلس أردني معدني (1967)                                  |                                                            |                                                              |                                                              |       |
| الوجه : 10 1387 - 1967 عشرة فلوس المملكة الأردنية الهاشمية | الوجه : 10 1387 - 1967 عشرة فلوس المملكة الأردنية الهاشمية | العكس : THE HASHEMITE KINGDOM OF THE JORDAN TEN FILS 10 1967 | العكس : THE HASHEMITE KINGDOM OF THE JORDAN TEN FILS 10 1967 |       |
| الكتلة 5.9 غ                                               | المعدن برونز                                               | القطر 28 مم                                                  | السُمك 2 مم                                                   |       |
| المصمم(ون)                                                 | المصمم(ون)                                                 | الحواف ملساء                                                 | الحواف ملساء                                                 |       |
| الطرازات 1967                                              | الطرازات 1967                                              | القيمة الاسمية 0.01 دينار أردني                              | القيمة الاسمية 0.01 دينار أردني                              |       |
|                                                            |                                                            |                                                              |                                                              |       |

#### 1968 إلى 1989
| \| \|                                                                        | \| \|                                                                        | \| \|                                                | \| \|                                                | \| \| |
| ---------------------------------------------------------------------------- | ---------------------------------------------------------------------------- | ---------------------------------------------------- | ---------------------------------------------------- | ----- |
| 10 فلس أردني معدني (1968)                                                    |                                                                              |                                                      |                                                      |       |
| الوجه : 1387 هـ 1968 مـ قرش 10 فلوس TEN FILS THE HASHEMITE KINGDOM OF JORDAN | الوجه : 1387 هـ 1968 مـ قرش 10 فلوس TEN FILS THE HASHEMITE KINGDOM OF JORDAN | العكس : الحسين بن طلال ملك المملكة الاردنية الهاشمية | العكس : الحسين بن طلال ملك المملكة الاردنية الهاشمية |       |
| الكتلة 10 غ                                                                  | المعدن برونز                                                                 | القطر 27.5 مم                                        | السُمك 2.2 مم                                         |       |
| المصمم(ون)                                                                   | المصمم(ون)                                                                   | الحواف ملساء                                         | الحواف ملساء                                         |       |
| الطرازات 1968                                                                | الطرازات 1968                                                                | القيمة الاسمية 0.01 دينار أردني                      | القيمة الاسمية 0.01 دينار أردني                      |       |
|                                                                              |                                                                              |                                                      |                                                      |       |

| \| \|                                                                        | \| \|                                                                        | \| \|                                                | \| \|                                                | \| \| |
| ---------------------------------------------------------------------------- | ---------------------------------------------------------------------------- | ---------------------------------------------------- | ---------------------------------------------------- | ----- |
| 10 فلس أردني معدني (1970)                                                    |                                                                              |                                                      |                                                      |       |
| الوجه : 1390 هـ 1970 مـ قرش 10 فلوس TEN FILS THE HASHEMITE KINGDOM OF JORDAN | الوجه : 1390 هـ 1970 مـ قرش 10 فلوس TEN FILS THE HASHEMITE KINGDOM OF JORDAN | العكس : الحسين بن طلال ملك المملكة الاردنية الهاشمية | العكس : الحسين بن طلال ملك المملكة الاردنية الهاشمية |       |
| الكتلة 10 غ                                                                  | المعدن برونز                                                                 | القطر 27.5 مم                                        | السُمك 2.2 مم                                         |       |
| المصمم(ون)                                                                   | المصمم(ون)                                                                   | الحواف ملساء                                         | الحواف ملساء                                         |       |
| الطرازات 1970                                                                | الطرازات 1970                                                                | القيمة الاسمية 0.01 دينار أردني                      | القيمة الاسمية 0.01 دينار أردني                      |       |
|                                                                              |                                                                              |                                                      |                                                      |       |

| \| \|                                                                        | \| \|                                                                        | \| \|                                                | \| \|                                                | \| \| |
| ---------------------------------------------------------------------------- | ---------------------------------------------------------------------------- | ---------------------------------------------------- | ---------------------------------------------------- | ----- |
| 10 فلس أردني معدني (1972)                                                    |                                                                              |                                                      |                                                      |       |
| الوجه : 1392 هـ 1972 مـ قرش 10 فلوس TEN FILS THE HASHEMITE KINGDOM OF JORDAN | الوجه : 1392 هـ 1972 مـ قرش 10 فلوس TEN FILS THE HASHEMITE KINGDOM OF JORDAN | العكس : الحسين بن طلال ملك المملكة الاردنية الهاشمية | العكس : الحسين بن طلال ملك المملكة الاردنية الهاشمية |       |
| الكتلة 10 غ                                                                  | المعدن برونز                                                                 | القطر 27.5 مم                                        | السُمك 2.2 مم                                         |       |
| المصمم(ون)                                                                   | المصمم(ون)                                                                   | الحواف ملساء                                         | الحواف ملساء                                         |       |
| الطرازات 1972                                                                | الطرازات 1972                                                                | القيمة الاسمية 0.01 دينار أردني                      | القيمة الاسمية 0.01 دينار أردني                      |       |
|                                                                              |                                                                              |                                                      |                                                      |       |

| \| \|                                                                        | \| \|                                                                        | \| \|                                                | \| \|                                                | \| \| |
| ---------------------------------------------------------------------------- | ---------------------------------------------------------------------------- | ---------------------------------------------------- | ---------------------------------------------------- | ----- |
| 10 فلس أردني معدني (1974)                                                    |                                                                              |                                                      |                                                      |       |
| الوجه : 1394 هـ 1974 مـ قرش 10 فلوس TEN FILS THE HASHEMITE KINGDOM OF JORDAN | الوجه : 1394 هـ 1974 مـ قرش 10 فلوس TEN FILS THE HASHEMITE KINGDOM OF JORDAN | العكس : الحسين بن طلال ملك المملكة الاردنية الهاشمية | العكس : الحسين بن طلال ملك المملكة الاردنية الهاشمية |       |
| الكتلة 10 غ                                                                  | المعدن برونز                                                                 | القطر 27.5 مم                                        | السُمك 2.2 مم                                         |       |
| المصمم(ون)                                                                   | المصمم(ون)                                                                   | الحواف ملساء                                         | الحواف ملساء                                         |       |
| الطرازات 1974                                                                | الطرازات 1974                                                                | القيمة الاسمية 0.01 دينار أردني                      | القيمة الاسمية 0.01 دينار أردني                      |       |
|                                                                              |                                                                              |                                                      |                                                      |       |

| \| \|                                                                        | \| \|                                                                        | \| \|                                                | \| \|                                                | \| \| |
| ---------------------------------------------------------------------------- | ---------------------------------------------------------------------------- | ---------------------------------------------------- | ---------------------------------------------------- | ----- |
| 10 فلس أردني معدني (1975)                                                    |                                                                              |                                                      |                                                      |       |
| الوجه : 1395 هـ 1975 مـ قرش 10 فلوس TEN FILS THE HASHEMITE KINGDOM OF JORDAN | الوجه : 1395 هـ 1975 مـ قرش 10 فلوس TEN FILS THE HASHEMITE KINGDOM OF JORDAN | العكس : الحسين بن طلال ملك المملكة الاردنية الهاشمية | العكس : الحسين بن طلال ملك المملكة الاردنية الهاشمية |       |
| الكتلة 10 غ                                                                  | المعدن برونز                                                                 | القطر 27.5 مم                                        | السُمك 2.2 مم                                         |       |
| المصمم(ون)                                                                   | المصمم(ون)                                                                   | الحواف ملساء                                         | الحواف ملساء                                         |       |
| الطرازات 1975                                                                | الطرازات 1975                                                                | القيمة الاسمية 0.01 دينار أردني                      | القيمة الاسمية 0.01 دينار أردني                      |       |
|                                                                              |                                                                              |                                                      |                                                      |       |

| \| \|                                                                        | \| \|                                                                        | \| \|                                                | \| \|                                                | \| \| |
| ---------------------------------------------------------------------------- | ---------------------------------------------------------------------------- | ---------------------------------------------------- | ---------------------------------------------------- | ----- |
| 10 فلس أردني معدني (1978)                                                    |                                                                              |                                                      |                                                      |       |
| الوجه : 1398 هـ 1978 مـ قرش 10 فلوس TEN FILS THE HASHEMITE KINGDOM OF JORDAN | الوجه : 1398 هـ 1978 مـ قرش 10 فلوس TEN FILS THE HASHEMITE KINGDOM OF JORDAN | العكس : الحسين بن طلال ملك المملكة الأردنية الهاشمية | العكس : الحسين بن طلال ملك المملكة الأردنية الهاشمية |       |
| الكتلة 5.9 غ                                                                 | المعدن برونز                                                                 | القطر 25 مم                                          | السُمك 2.21 مم                                        |       |
| المصمم(ون)                                                                   | المصمم(ون)                                                                   | الحواف ملساء                                         | الحواف ملساء                                         |       |
| الطرازات 1978                                                                | الطرازات 1978                                                                | القيمة الاسمية 0.01 دينار أردني                      | القيمة الاسمية 0.01 دينار أردني                      |       |
|                                                                              |                                                                              |                                                      |                                                      |       |

| \| \|                                                                        | \| \|                                                                        | \| \|                                                | \| \|                                                | \| \| |
| ---------------------------------------------------------------------------- | ---------------------------------------------------------------------------- | ---------------------------------------------------- | ---------------------------------------------------- | ----- |
| 10 فلس أردني معدني (1984)                                                    |                                                                              |                                                      |                                                      |       |
| الوجه : 1404 هـ 1984 مـ قرش 10 فلوس TEN FILS THE HASHEMITE KINGDOM OF JORDAN | الوجه : 1404 هـ 1984 مـ قرش 10 فلوس TEN FILS THE HASHEMITE KINGDOM OF JORDAN | العكس : الحسين بن طلال ملك المملكة الأردنية الهاشمية | العكس : الحسين بن طلال ملك المملكة الأردنية الهاشمية |       |
| الكتلة 5.9 غ                                                                 | المعدن برونز                                                                 | القطر 25 مم                                          | السُمك 2.21 مم                                        |       |
| المصمم(ون)                                                                   | المصمم(ون)                                                                   | الحواف ملساء                                         | الحواف ملساء                                         |       |
| الطرازات 1984                                                                | الطرازات 1984                                                                | القيمة الاسمية 0.01 دينار أردني                      | القيمة الاسمية 0.01 دينار أردني                      |       |
|                                                                              |                                                                              |                                                      |                                                      |       |

| \| \|                                                                        | \| \|                                                                        | \| \|                                                | \| \|                                                | \| \| |
| ---------------------------------------------------------------------------- | ---------------------------------------------------------------------------- | ---------------------------------------------------- | ---------------------------------------------------- | ----- |
| 10 فلس أردني معدني (1985)                                                    |                                                                              |                                                      |                                                      |       |
| الوجه : 1406 هـ 1985 مـ قرش 10 فلوس TEN FILS THE HASHEMITE KINGDOM OF JORDAN | الوجه : 1406 هـ 1985 مـ قرش 10 فلوس TEN FILS THE HASHEMITE KINGDOM OF JORDAN | العكس : الحسين بن طلال ملك المملكة الأردنية الهاشمية | العكس : الحسين بن طلال ملك المملكة الأردنية الهاشمية |       |
| الكتلة 5.9 غ                                                                 | المعدن برونز                                                                 | القطر 25 مم                                          | السُمك 2.21 مم                                        |       |
| المصمم(ون)                                                                   | المصمم(ون)                                                                   | الحواف ملساء                                         | الحواف ملساء                                         |       |
| الطرازات 1985                                                                | الطرازات 1985                                                                | القيمة الاسمية 0.01 دينار أردني                      | القيمة الاسمية 0.01 دينار أردني                      |       |
|                                                                              |                                                                              |                                                      |                                                      |       |

| \| \|                                                                        | \| \|                                                                        | \| \|                                                | \| \|                                                | \| \| |
| ---------------------------------------------------------------------------- | ---------------------------------------------------------------------------- | ---------------------------------------------------- | ---------------------------------------------------- | ----- |
| 10 فلس أردني معدني (1989)                                                    |                                                                              |                                                      |                                                      |       |
| الوجه : 1409 هـ 1989 مـ قرش 10 فلوس TEN FILS THE HASHEMITE KINGDOM OF JORDAN | الوجه : 1409 هـ 1989 مـ قرش 10 فلوس TEN FILS THE HASHEMITE KINGDOM OF JORDAN | العكس : الحسين بن طلال ملك المملكة الأردنية الهاشمية | العكس : الحسين بن طلال ملك المملكة الأردنية الهاشمية |       |
| الكتلة 5.9 غ                                                                 | المعدن برونز                                                                 | القطر 25 مم                                          | السُمك 2.21 مم                                        |       |
| المصمم(ون)                                                                   | المصمم(ون)                                                                   | الحواف ملساء                                         | الحواف ملساء                                         |       |
| الطرازات 1989                                                                | الطرازات 1989                                                                | القيمة الاسمية 0.01 دينار أردني                      | القيمة الاسمية 0.01 دينار أردني                      |       |
|                                                                              |                                                                              |                                                      |                                                      |       |

### 20 فلس
| \| \|                                                       | \| \|                                                       | \| \|                                                           | \| \|                                                           | \| \| |
| ----------------------------------------------------------- | ----------------------------------------------------------- | --------------------------------------------------------------- | --------------------------------------------------------------- | ----- |
| 20 فلس أردني معدني (1949)                                   |                                                             |                                                                 |                                                                 |       |
| الوجه : 1368 - 1949 20 عشرون فلسًا المملكة الأردنية الهاشمية | الوجه : 1368 - 1949 20 عشرون فلسًا المملكة الأردنية الهاشمية | العكس : THE HASHEMITE KINGDOM OF THE JORDAN TWENTY FILS 20 1949 | العكس : THE HASHEMITE KINGDOM OF THE JORDAN TWENTY FILS 20 1949 |       |
| الكتلة 3.7 غ                                                | المعدن نحاس - نيكل                                          | القطر 20 مم                                                     | السُمك 1.5 مم                                                    |       |
| المصمم(ون)                                                  | المصمم(ون)                                                  | الحواف ملساء                                                    | الحواف ملساء                                                    |       |
| الطرازات 1949                                               | الطرازات 1949                                               | القيمة الاسمية 0.02 دينار أردني                                 | القيمة الاسمية 0.02 دينار أردني                                 |       |
|                                                             |                                                             |                                                                 |                                                                 |       |

| \| \|                                                       | \| \|                                                       | \| \|                                                           | \| \|                                                           | \| \| |
| ----------------------------------------------------------- | ----------------------------------------------------------- | --------------------------------------------------------------- | --------------------------------------------------------------- | ----- |
| 20 فلس أردني معدني (1964)                                   |                                                             |                                                                 |                                                                 |       |
| الوجه : 1383 - 1964 20 عشرون فلسًا المملكة الأردنية الهاشمية | الوجه : 1383 - 1964 20 عشرون فلسًا المملكة الأردنية الهاشمية | العكس : THE HASHEMITE KINGDOM OF THE JORDAN TWENTY FILS 20 1964 | العكس : THE HASHEMITE KINGDOM OF THE JORDAN TWENTY FILS 20 1964 |       |
| الكتلة غ                                                    | المعدن نحاس - نيكل                                          | القطر 19.8 مم                                                   | السُمك 1.5 مم                                                    |       |
| المصمم(ون)                                                  | المصمم(ون)                                                  | الحواف ملساء                                                    | الحواف ملساء                                                    |       |
| الطرازات 1964                                               | الطرازات 1964                                               | القيمة الاسمية 0.02 دينار أردني                                 | القيمة الاسمية 0.02 دينار أردني                                 |       |
|                                                             |                                                             |                                                                 |                                                                 |       |

| \| \|                                                       | \| \|                                                       | \| \|                                                           | \| \|                                                           | \| \| |
| ----------------------------------------------------------- | ----------------------------------------------------------- | --------------------------------------------------------------- | --------------------------------------------------------------- | ----- |
| 20 فلس أردني معدني (1965)                                   |                                                             |                                                                 |                                                                 |       |
| الوجه : 1385 - 1965 20 عشرون فلسًا المملكة الأردنية الهاشمية | الوجه : 1385 - 1965 20 عشرون فلسًا المملكة الأردنية الهاشمية | العكس : THE HASHEMITE KINGDOM OF THE JORDAN TWENTY FILS 20 1965 | العكس : THE HASHEMITE KINGDOM OF THE JORDAN TWENTY FILS 20 1965 |       |
| الكتلة غ                                                    | المعدن نحاس - نيكل                                          | القطر 19.8 مم                                                   | السُمك 1.5 مم                                                    |       |
| المصمم(ون)                                                  | المصمم(ون)                                                  | الحواف ملساء                                                    | الحواف ملساء                                                    |       |
| الطرازات 1965                                               | الطرازات 1965                                               | القيمة الاسمية 0.02 دينار أردني                                 | القيمة الاسمية 0.02 دينار أردني                                 |       |
|                                                             |                                                             |                                                                 |                                                                 |       |

### 25 فلس
| \| \|                                                                                     | \| \|                                                                                     | \| \|                                                | \| \|                                                | \| \| |
| ----------------------------------------------------------------------------------------- | ----------------------------------------------------------------------------------------- | ---------------------------------------------------- | ---------------------------------------------------- | ----- |
| 25 فلس أردني معدني (1968)                                                                 |                                                                                           |                                                      |                                                      |       |
| الوجه : 1387 هـ 1968 مـ ربع درهم 25 فلسًا TWENTY FIVE FILS THE HASHEMITE KINGDOM OF JORDAN | الوجه : 1387 هـ 1968 مـ ربع درهم 25 فلسًا TWENTY FIVE FILS THE HASHEMITE KINGDOM OF JORDAN | العكس : الحسين بن طلال ملك المملكة الأردنية الهاشمية | العكس : الحسين بن طلال ملك المملكة الأردنية الهاشمية |       |
| الكتلة 4.75 غ                                                                             | المعدن نحاس - نيكل                                                                        | القطر 22 مم                                          | السُمك 1.75 مم                                        |       |
| المصمم(ون)                                                                                | المصمم(ون)                                                                                | الحواف مسكوكة                                        | الحواف مسكوكة                                        |       |
| الطرازات 1968                                                                             | الطرازات 1968                                                                             | القيمة الاسمية 0.025 دينار أردني                     | القيمة الاسمية 0.025 دينار أردني                     |       |
|                                                                                           |                                                                                           |                                                      |                                                      |       |

| \| \|                                                                                     | \| \|                                                                                     | \| \|                                                | \| \|                                                | \| \| |
| ----------------------------------------------------------------------------------------- | ----------------------------------------------------------------------------------------- | ---------------------------------------------------- | ---------------------------------------------------- | ----- |
| 25 فلس أردني معدني (1970)                                                                 |                                                                                           |                                                      |                                                      |       |
| الوجه : 1390 هـ 1970 مـ ربع درهم 25 فلسًا TWENTY FIVE FILS THE HASHEMITE KINGDOM OF JORDAN | الوجه : 1390 هـ 1970 مـ ربع درهم 25 فلسًا TWENTY FIVE FILS THE HASHEMITE KINGDOM OF JORDAN | العكس : الحسين بن طلال ملك المملكة الأردنية الهاشمية | العكس : الحسين بن طلال ملك المملكة الأردنية الهاشمية |       |
| الكتلة 4.75 غ                                                                             | المعدن نحاس - نيكل                                                                        | القطر 22 مم                                          | السُمك 1.75 مم                                        |       |
| المصمم(ون)                                                                                | المصمم(ون)                                                                                | الحواف مسكوكة                                        | الحواف مسكوكة                                        |       |
| الطرازات 1970                                                                             | الطرازات 1970                                                                             | القيمة الاسمية 0.025 دينار أردني                     | القيمة الاسمية 0.025 دينار أردني                     |       |
|                                                                                           |                                                                                           |                                                      |                                                      |       |

| \| \|                                                                                     | \| \|                                                                                     | \| \|                                                | \| \|                                                | \| \| |
| ----------------------------------------------------------------------------------------- | ----------------------------------------------------------------------------------------- | ---------------------------------------------------- | ---------------------------------------------------- | ----- |
| 25 فلس أردني معدني (1974)                                                                 |                                                                                           |                                                      |                                                      |       |
| الوجه : 1394 هـ 1974 مـ ربع درهم 25 فلسًا TWENTY FIVE FILS THE HASHEMITE KINGDOM OF JORDAN | الوجه : 1394 هـ 1974 مـ ربع درهم 25 فلسًا TWENTY FIVE FILS THE HASHEMITE KINGDOM OF JORDAN | العكس : الحسين بن طلال ملك المملكة الأردنية الهاشمية | العكس : الحسين بن طلال ملك المملكة الأردنية الهاشمية |       |
| الكتلة 4.75 غ                                                                             | المعدن نحاس - نيكل                                                                        | القطر 22 مم                                          | السُمك 1.75 مم                                        |       |
| المصمم(ون)                                                                                | المصمم(ون)                                                                                | الحواف مسكوكة                                        | الحواف مسكوكة                                        |       |
| الطرازات 1974                                                                             | الطرازات 1974                                                                             | القيمة الاسمية 0.025 دينار أردني                     | القيمة الاسمية 0.025 دينار أردني                     |       |
|                                                                                           |                                                                                           |                                                      |                                                      |       |

| \| \|                                                                                     | \| \|                                                                                     | \| \|                                                | \| \|                                                | \| \| |
| ----------------------------------------------------------------------------------------- | ----------------------------------------------------------------------------------------- | ---------------------------------------------------- | ---------------------------------------------------- | ----- |
| 25 فلس أردني معدني (1975)                                                                 |                                                                                           |                                                      |                                                      |       |
| الوجه : 1395 هـ 1975 مـ ربع درهم 25 فلسًا TWENTY FIVE FILS THE HASHEMITE KINGDOM OF JORDAN | الوجه : 1395 هـ 1975 مـ ربع درهم 25 فلسًا TWENTY FIVE FILS THE HASHEMITE KINGDOM OF JORDAN | العكس : الحسين بن طلال ملك المملكة الأردنية الهاشمية | العكس : الحسين بن طلال ملك المملكة الأردنية الهاشمية |       |
| الكتلة 4.75 غ                                                                             | المعدن نحاس - نيكل                                                                        | القطر 22 مم                                          | السُمك 1.75 مم                                        |       |
| المصمم(ون)                                                                                | المصمم(ون)                                                                                | الحواف مسكوكة                                        | الحواف مسكوكة                                        |       |
| الطرازات 1975                                                                             | الطرازات 1975                                                                             | القيمة الاسمية 0.025 دينار أردني                     | القيمة الاسمية 0.025 دينار أردني                     |       |
|                                                                                           |                                                                                           |                                                      |                                                      |       |

| \| \|                                                                                     | \| \|                                                                                     | \| \|                                                | \| \|                                                | \| \| |
| ----------------------------------------------------------------------------------------- | ----------------------------------------------------------------------------------------- | ---------------------------------------------------- | ---------------------------------------------------- | ----- |
| 25 فلس أردني معدني (1977)                                                                 |                                                                                           |                                                      |                                                      |       |
| الوجه : 1397 هـ 1977 مـ ربع درهم 25 فلسًا TWENTY FIVE FILS THE HASHEMITE KINGDOM OF JORDAN | الوجه : 1397 هـ 1977 مـ ربع درهم 25 فلسًا TWENTY FIVE FILS THE HASHEMITE KINGDOM OF JORDAN | العكس : الحسين بن طلال ملك المملكة الأردنية الهاشمية | العكس : الحسين بن طلال ملك المملكة الأردنية الهاشمية |       |
| الكتلة 4.75 غ                                                                             | المعدن نحاس - نيكل                                                                        | القطر 22 مم                                          | السُمك 1.75 مم                                        |       |
| المصمم(ون)                                                                                | المصمم(ون)                                                                                | الحواف مسكوكة                                        | الحواف مسكوكة                                        |       |
| الطرازات 1977                                                                             | الطرازات 1977                                                                             | القيمة الاسمية 0.025 دينار أردني                     | القيمة الاسمية 0.025 دينار أردني                     |       |
|                                                                                           |                                                                                           |                                                      |                                                      |       |

| \| \|                                                                                     | \| \|                                                                                     | \| \|                                                | \| \|                                                | \| \| |
| ----------------------------------------------------------------------------------------- | ----------------------------------------------------------------------------------------- | ---------------------------------------------------- | ---------------------------------------------------- | ----- |
| 25 فلس أردني معدني (1978)                                                                 |                                                                                           |                                                      |                                                      |       |
| الوجه : 1398 هـ 1978 مـ ربع درهم 25 فلسًا TWENTY FIVE FILS THE HASHEMITE KINGDOM OF JORDAN | الوجه : 1398 هـ 1978 مـ ربع درهم 25 فلسًا TWENTY FIVE FILS THE HASHEMITE KINGDOM OF JORDAN | العكس : الحسين بن طلال ملك المملكة الأردنية الهاشمية | العكس : الحسين بن طلال ملك المملكة الأردنية الهاشمية |       |
| الكتلة 4.75 غ                                                                             | المعدن نحاس - نيكل                                                                        | القطر 22 مم                                          | السُمك 1.7 مم                                         |       |
| المصمم(ون)                                                                                | المصمم(ون)                                                                                | الحواف مسكوكة                                        | الحواف مسكوكة                                        |       |
| الطرازات 1978                                                                             | الطرازات 1978                                                                             | القيمة الاسمية 0.025 دينار أردني                     | القيمة الاسمية 0.025 دينار أردني                     |       |
|                                                                                           |                                                                                           |                                                      |                                                      |       |

| \| \|                                                                                     | \| \|                                                                                     | \| \|                                                | \| \|                                                | \| \| |
| ----------------------------------------------------------------------------------------- | ----------------------------------------------------------------------------------------- | ---------------------------------------------------- | ---------------------------------------------------- | ----- |
| 25 فلس أردني معدني (1981)                                                                 |                                                                                           |                                                      |                                                      |       |
| الوجه : 1401 هـ 1981 مـ ربع درهم 25 فلسًا TWENTY FIVE FILS THE HASHEMITE KINGDOM OF JORDAN | الوجه : 1401 هـ 1981 مـ ربع درهم 25 فلسًا TWENTY FIVE FILS THE HASHEMITE KINGDOM OF JORDAN | العكس : الحسين بن طلال ملك المملكة الأردنية الهاشمية | العكس : الحسين بن طلال ملك المملكة الأردنية الهاشمية |       |
| الكتلة 4.75 غ                                                                             | المعدن نحاس - نيكل                                                                        | القطر 22 مم                                          | السُمك 1.7 مم                                         |       |
| المصمم(ون)                                                                                | المصمم(ون)                                                                                | الحواف مسكوكة                                        | الحواف مسكوكة                                        |       |
| الطرازات 1981                                                                             | الطرازات 1981                                                                             | القيمة الاسمية 0.025 دينار أردني                     | القيمة الاسمية 0.025 دينار أردني                     |       |
|                                                                                           |                                                                                           |                                                      |                                                      |       |

| \| \|                                                                                     | \| \|                                                                                     | \| \|                                                | \| \|                                                | \| \| |
| ----------------------------------------------------------------------------------------- | ----------------------------------------------------------------------------------------- | ---------------------------------------------------- | ---------------------------------------------------- | ----- |
| 25 فلس أردني معدني (1984)                                                                 |                                                                                           |                                                      |                                                      |       |
| الوجه : 1404 هـ 1984 مـ ربع درهم 25 فلسًا TWENTY FIVE FILS THE HASHEMITE KINGDOM OF JORDAN | الوجه : 1404 هـ 1984 مـ ربع درهم 25 فلسًا TWENTY FIVE FILS THE HASHEMITE KINGDOM OF JORDAN | العكس : الحسين بن طلال ملك المملكة الأردنية الهاشمية | العكس : الحسين بن طلال ملك المملكة الأردنية الهاشمية |       |
| الكتلة 4.75 غ                                                                             | المعدن نحاس - نيكل                                                                        | القطر 22 مم                                          | السُمك 1.7 مم                                         |       |
| المصمم(ون)                                                                                | المصمم(ون)                                                                                | الحواف مسكوكة                                        | الحواف مسكوكة                                        |       |
| الطرازات 1984                                                                             | الطرازات 1984                                                                             | القيمة الاسمية 0.025 دينار أردني                     | القيمة الاسمية 0.025 دينار أردني                     |       |
|                                                                                           |                                                                                           |                                                      |                                                      |       |

| \| \|                                                                                     | \| \|                                                                                     | \| \|                                                | \| \|                                                | \| \| |
| ----------------------------------------------------------------------------------------- | ----------------------------------------------------------------------------------------- | ---------------------------------------------------- | ---------------------------------------------------- | ----- |
| 25 فلس أردني معدني (1985)                                                                 |                                                                                           |                                                      |                                                      |       |
| الوجه : 1406 هـ 1985 مـ ربع درهم 25 فلسًا TWENTY FIVE FILS THE HASHEMITE KINGDOM OF JORDAN | الوجه : 1406 هـ 1985 مـ ربع درهم 25 فلسًا TWENTY FIVE FILS THE HASHEMITE KINGDOM OF JORDAN | العكس : الحسين بن طلال ملك المملكة الأردنية الهاشمية | العكس : الحسين بن طلال ملك المملكة الأردنية الهاشمية |       |
| الكتلة 4.75 غ                                                                             | المعدن نحاس - نيكل                                                                        | القطر 22 مم                                          | السُمك 1.7 مم                                         |       |
| المصمم(ون)                                                                                | المصمم(ون)                                                                                | الحواف مسكوكة                                        | الحواف مسكوكة                                        |       |
| الطرازات 1985                                                                             | الطرازات 1985                                                                             | القيمة الاسمية 0.025 دينار أردني                     | القيمة الاسمية 0.025 دينار أردني                     |       |
|                                                                                           |                                                                                           |                                                      |                                                      |       |

| \| \|                                                                                     | \| \|                                                                                     | \| \|                                                | \| \|                                                | \| \| |
| ----------------------------------------------------------------------------------------- | ----------------------------------------------------------------------------------------- | ---------------------------------------------------- | ---------------------------------------------------- | ----- |
| 25 فلس أردني معدني (1991)                                                                 |                                                                                           |                                                      |                                                      |       |
| الوجه : 1411 هـ 1991 مـ ربع درهم 25 فلسًا TWENTY FIVE FILS THE HASHEMITE KINGDOM OF JORDAN | الوجه : 1411 هـ 1991 مـ ربع درهم 25 فلسًا TWENTY FIVE FILS THE HASHEMITE KINGDOM OF JORDAN | العكس : الحسين بن طلال ملك المملكة الأردنية الهاشمية | العكس : الحسين بن طلال ملك المملكة الأردنية الهاشمية |       |
| الكتلة 4.75 غ                                                                             | المعدن نحاس - نيكل                                                                        | القطر 22 مم                                          | السُمك 1.7 مم                                         |       |
| المصمم(ون)                                                                                | المصمم(ون)                                                                                | الحواف مسكوكة                                        | الحواف مسكوكة                                        |       |
| الطرازات 1991                                                                             | الطرازات 1991                                                                             | القيمة الاسمية 0.025 دينار أردني                     | القيمة الاسمية 0.025 دينار أردني                     |       |
|                                                                                           |                                                                                           |                                                      |                                                      |       |

### 50 فلس

#### 1949 إلى 1965
| \| \|                                                       | \| \|                                                       | \| \|                                                          | \| \|                                                          | \| \| |
| ----------------------------------------------------------- | ----------------------------------------------------------- | -------------------------------------------------------------- | -------------------------------------------------------------- | ----- |
| 50 فلس أردني معدني (1949)                                   |                                                             |                                                                |                                                                |       |
| الوجه : 50 1368 - 1949 خمسون فلسًا المملكة الأردنية الهاشمية | الوجه : 50 1368 - 1949 خمسون فلسًا المملكة الأردنية الهاشمية | العكس : THE HASHEMITE KINGDOM OF THE JORDAN FIFTY FILS 50 1949 | العكس : THE HASHEMITE KINGDOM OF THE JORDAN FIFTY FILS 50 1949 |       |
| الكتلة 7.5 غ                                                | المعدن نحاس - نيكل                                          | القطر 26 مم                                                    | السُمك 1.68 مم                                                  |       |
| المصمم(ون)                                                  | المصمم(ون)                                                  | الحواف مسكوكة                                                  | الحواف مسكوكة                                                  |       |
| الطرازات 1949                                               | الطرازات 1949                                               | القيمة الاسمية 0.05 دينار أردني                                | القيمة الاسمية 0.05 دينار أردني                                |       |
|                                                             |                                                             |                                                                |                                                                |       |

| \| \|                                                       | \| \|                                                       | \| \|                                                          | \| \|                                                          | \| \| |
| ----------------------------------------------------------- | ----------------------------------------------------------- | -------------------------------------------------------------- | -------------------------------------------------------------- | ----- |
| 50 فلس أردني معدني (1955)                                   |                                                             |                                                                |                                                                |       |
| الوجه : 50 1374 - 1955 خمسون فلسًا المملكة الأردنية الهاشمية | الوجه : 50 1374 - 1955 خمسون فلسًا المملكة الأردنية الهاشمية | العكس : THE HASHEMITE KINGDOM OF THE JORDAN FIFTY FILS 50 1955 | العكس : THE HASHEMITE KINGDOM OF THE JORDAN FIFTY FILS 50 1955 |       |
| الكتلة 7.5 غ                                                | المعدن نحاس - نيكل                                          | القطر 26 مم                                                    | السُمك 1.68 مم                                                  |       |
| المصمم(ون)                                                  | المصمم(ون)                                                  | الحواف مسكوكة                                                  | الحواف مسكوكة                                                  |       |
| الطرازات 1955                                               | الطرازات 1955                                               | القيمة الاسمية 0.05 دينار أردني                                | القيمة الاسمية 0.05 دينار أردني                                |       |
|                                                             |                                                             |                                                                |                                                                |       |

| \| \|                                                       | \| \|                                                       | \| \|                                                          | \| \|                                                          | \| \| |
| ----------------------------------------------------------- | ----------------------------------------------------------- | -------------------------------------------------------------- | -------------------------------------------------------------- | ----- |
| 50 فلس أردني معدني (1962)                                   |                                                             |                                                                |                                                                |       |
| الوجه : 50 1382 - 1962 خمسون فلسًا المملكة الأردنية الهاشمية | الوجه : 50 1382 - 1962 خمسون فلسًا المملكة الأردنية الهاشمية | العكس : THE HASHEMITE KINGDOM OF THE JORDAN FIFTY FILS 50 1962 | العكس : THE HASHEMITE KINGDOM OF THE JORDAN FIFTY FILS 50 1962 |       |
| الكتلة 7.5 غ                                                | المعدن نحاس - نيكل                                          | القطر 26 مم                                                    | السُمك 1.68 مم                                                  |       |
| المصمم(ون)                                                  | المصمم(ون)                                                  | الحواف مسكوكة                                                  | الحواف مسكوكة                                                  |       |
| الطرازات 1962                                               | الطرازات 1962                                               | القيمة الاسمية 0.05 دينار أردني                                | القيمة الاسمية 0.05 دينار أردني                                |       |
|                                                             |                                                             |                                                                |                                                                |       |

| \| \|                                                      | \| \|                                                      | \| \|                                                          | \| \|                                                          | \| \| |
| ---------------------------------------------------------- | ---------------------------------------------------------- | -------------------------------------------------------------- | -------------------------------------------------------------- | ----- |
| 50 فلس أردني معدني (1964)                                  |                                                            |                                                                |                                                                |       |
| الوجه : 50 1383- 1964 خمسون فلسًا المملكة الأردنية الهاشمية | الوجه : 50 1383- 1964 خمسون فلسًا المملكة الأردنية الهاشمية | العكس : THE HASHEMITE KINGDOM OF THE JORDAN FIFTY FILS 50 1964 | العكس : THE HASHEMITE KINGDOM OF THE JORDAN FIFTY FILS 50 1964 |       |
| الكتلة 7.5 غ                                               | المعدن نحاس - نيكل                                         | القطر 26 مم                                                    | السُمك 1.68 مم                                                  |       |
| المصمم(ون)                                                 | المصمم(ون)                                                 | الحواف مسكوكة                                                  | الحواف مسكوكة                                                  |       |
| الطرازات 1964                                              | الطرازات 1964                                              | القيمة الاسمية 0.05 دينار أردني                                | القيمة الاسمية 0.05 دينار أردني                                |       |
|                                                            |                                                            |                                                                |                                                                |       |

| \| \|                                                       | \| \|                                                       | \| \|                                                          | \| \|                                                          | \| \| |
| ----------------------------------------------------------- | ----------------------------------------------------------- | -------------------------------------------------------------- | -------------------------------------------------------------- | ----- |
| 50 فلس أردني معدني (1965)                                   |                                                             |                                                                |                                                                |       |
| الوجه : 50 1385 - 1965 خمسون فلسًا المملكة الأردنية الهاشمية | الوجه : 50 1385 - 1965 خمسون فلسًا المملكة الأردنية الهاشمية | العكس : THE HASHEMITE KINGDOM OF THE JORDAN FIFTY FILS 50 1965 | العكس : THE HASHEMITE KINGDOM OF THE JORDAN FIFTY FILS 50 1965 |       |
| الكتلة 7.5 غ                                                | المعدن نحاس - نيكل                                          | القطر 26 مم                                                    | السُمك 1.68 مم                                                  |       |
| المصمم(ون)                                                  | المصمم(ون)                                                  | الحواف مسكوكة                                                  | الحواف مسكوكة                                                  |       |
| الطرازات 1965                                               | الطرازات 1965                                               | القيمة الاسمية 0.05 دينار أردني                                | القيمة الاسمية 0.05 دينار أردني                                |       |
|                                                             |                                                             |                                                                |                                                                |       |

#### 1968 إلى 1991
| \| \|                                                                               | \| \|                                                                               | \| \|                                                | \| \|                                                | \| \| |
| ----------------------------------------------------------------------------------- | ----------------------------------------------------------------------------------- | ---------------------------------------------------- | ---------------------------------------------------- | ----- |
| 50 فلس أردني معدني (1968)                                                           |                                                                                     |                                                      |                                                      |       |
| الوجه : 1387 هـ 1968 مـ نصف درهم 50 فلساً FIFTY FILS THE HASHEMITE KINGDOM OF JORDAN | الوجه : 1387 هـ 1968 مـ نصف درهم 50 فلساً FIFTY FILS THE HASHEMITE KINGDOM OF JORDAN | العكس : الحسين بن طلال ملك المملكة الأردنية الهاشمية | العكس : الحسين بن طلال ملك المملكة الأردنية الهاشمية |       |
| الكتلة 7.5 غ                                                                        | المعدن نحاس - نيكل                                                                  | القطر 26 مم                                          | السُمك 1.79 مم                                        |       |
| المصمم(ون)                                                                          | المصمم(ون)                                                                          | الحواف مسكوكة                                        | الحواف مسكوكة                                        |       |
| الطرازات 1968                                                                       | الطرازات 1968                                                                       | القيمة الاسمية 0.05 دينار أردني                      | القيمة الاسمية 0.05 دينار أردني                      |       |
|                                                                                     |                                                                                     |                                                      |                                                      |       |

| \| \|                                                                               | \| \|                                                                               | \| \|                                                | \| \|                                                | \| \| |
| ----------------------------------------------------------------------------------- | ----------------------------------------------------------------------------------- | ---------------------------------------------------- | ---------------------------------------------------- | ----- |
| 50 فلس أردني معدني (1970)                                                           |                                                                                     |                                                      |                                                      |       |
| الوجه : 1390 هـ 1970 مـ نصف درهم 50 فلساً FIFTY FILS THE HASHEMITE KINGDOM OF JORDAN | الوجه : 1390 هـ 1970 مـ نصف درهم 50 فلساً FIFTY FILS THE HASHEMITE KINGDOM OF JORDAN | العكس : الحسين بن طلال ملك المملكة الأردنية الهاشمية | العكس : الحسين بن طلال ملك المملكة الأردنية الهاشمية |       |
| الكتلة 7.5 غ                                                                        | المعدن نحاس - نيكل                                                                  | القطر 26 مم                                          | السُمك 1.79 مم                                        |       |
| المصمم(ون)                                                                          | المصمم(ون)                                                                          | الحواف مسكوكة                                        | الحواف مسكوكة                                        |       |
| الطرازات 1970                                                                       | الطرازات 1970                                                                       | القيمة الاسمية 0.05 دينار أردني                      | القيمة الاسمية 0.05 دينار أردني                      |       |
|                                                                                     |                                                                                     |                                                      |                                                      |       |

| \| \|                                                                               | \| \|                                                                               | \| \|                                                | \| \|                                                | \| \| |
| ----------------------------------------------------------------------------------- | ----------------------------------------------------------------------------------- | ---------------------------------------------------- | ---------------------------------------------------- | ----- |
| 50 فلس أردني معدني (1974)                                                           |                                                                                     |                                                      |                                                      |       |
| الوجه : 1392 هـ 1972 مـ نصف درهم 50 فلساً FIFTY FILS THE HASHEMITE KINGDOM OF JORDAN | الوجه : 1392 هـ 1972 مـ نصف درهم 50 فلساً FIFTY FILS THE HASHEMITE KINGDOM OF JORDAN | العكس : الحسين بن طلال ملك المملكة الأردنية الهاشمية | العكس : الحسين بن طلال ملك المملكة الأردنية الهاشمية |       |
| الكتلة 7.5 غ                                                                        | المعدن نحاس - نيكل                                                                  | القطر 26 مم                                          | السُمك 1.79 مم                                        |       |
| المصمم(ون)                                                                          | المصمم(ون)                                                                          | الحواف مسكوكة                                        | الحواف مسكوكة                                        |       |
| الطرازات 1974                                                                       | الطرازات 1974                                                                       | القيمة الاسمية 0.05 دينار أردني                      | القيمة الاسمية 0.05 دينار أردني                      |       |
|                                                                                     |                                                                                     |                                                      |                                                      |       |

| \| \|                                                                               | \| \|                                                                               | \| \|                                                | \| \|                                                | \| \| |
| ----------------------------------------------------------------------------------- | ----------------------------------------------------------------------------------- | ---------------------------------------------------- | ---------------------------------------------------- | ----- |
| 50 فلس أردني معدني (1975)                                                           |                                                                                     |                                                      |                                                      |       |
| الوجه : 1395 هـ 1975 مـ نصف درهم 50 فلساً FIFTY FILS THE HASHEMITE KINGDOM OF JORDAN | الوجه : 1395 هـ 1975 مـ نصف درهم 50 فلساً FIFTY FILS THE HASHEMITE KINGDOM OF JORDAN | العكس : الحسين بن طلال ملك المملكة الأردنية الهاشمية | العكس : الحسين بن طلال ملك المملكة الأردنية الهاشمية |       |
| الكتلة 7.5 غ                                                                        | المعدن نحاس - نيكل                                                                  | القطر 26 مم                                          | السُمك 1.79 مم                                        |       |
| المصمم(ون)                                                                          | المصمم(ون)                                                                          | الحواف مسكوكة                                        | الحواف مسكوكة                                        |       |
| الطرازات 1975                                                                       | الطرازات 1975                                                                       | القيمة الاسمية 0.05 دينار أردني                      | القيمة الاسمية 0.05 دينار أردني                      |       |
|                                                                                     |                                                                                     |                                                      |                                                      |       |

| \| \|                                                                               | \| \|                                                                               | \| \|                                                | \| \|                                                | \| \| |
| ----------------------------------------------------------------------------------- | ----------------------------------------------------------------------------------- | ---------------------------------------------------- | ---------------------------------------------------- | ----- |
| 50 فلس أردني معدني (1977)                                                           |                                                                                     |                                                      |                                                      |       |
| الوجه : 1397 هـ 1977 مـ نصف درهم 50 فلساً FIFTY FILS THE HASHEMITE KINGDOM OF JORDAN | الوجه : 1397 هـ 1977 مـ نصف درهم 50 فلساً FIFTY FILS THE HASHEMITE KINGDOM OF JORDAN | العكس : الحسين بن طلال ملك المملكة الأردنية الهاشمية | العكس : الحسين بن طلال ملك المملكة الأردنية الهاشمية |       |
| الكتلة 7.5 غ                                                                        | المعدن نحاس - نيكل                                                                  | القطر 26 مم                                          | السُمك 1.79 مم                                        |       |
| المصمم(ون)                                                                          | المصمم(ون)                                                                          | الحواف مسكوكة                                        | الحواف مسكوكة                                        |       |
| الطرازات 1977                                                                       | الطرازات 1977                                                                       | القيمة الاسمية 0.05 دينار أردني                      | القيمة الاسمية 0.05 دينار أردني                      |       |
|                                                                                     |                                                                                     |                                                      |                                                      |       |

| \| \|                                                                               | \| \|                                                                               | \| \|                                                | \| \|                                                | \| \| |
| ----------------------------------------------------------------------------------- | ----------------------------------------------------------------------------------- | ---------------------------------------------------- | ---------------------------------------------------- | ----- |
| 50 فلس أردني معدني (1978)                                                           |                                                                                     |                                                      |                                                      |       |
| الوجه : 1398 هـ 1978 مـ نصف درهم 50 فلساً FIFTY FILS THE HASHEMITE KINGDOM OF JORDAN | الوجه : 1398 هـ 1978 مـ نصف درهم 50 فلساً FIFTY FILS THE HASHEMITE KINGDOM OF JORDAN | العكس : الحسين بن طلال ملك المملكة الأردنية الهاشمية | العكس : الحسين بن طلال ملك المملكة الأردنية الهاشمية |       |
| الكتلة 7.5 غ                                                                        | المعدن نحاس - نيكل                                                                  | القطر 25.8 مم                                        | السُمك 1.93 مم                                        |       |
| المصمم(ون)                                                                          | المصمم(ون)                                                                          | الحواف مسكوكة                                        | الحواف مسكوكة                                        |       |
| الطرازات 1978                                                                       | الطرازات 1978                                                                       | القيمة الاسمية 0.05 دينار أردني                      | القيمة الاسمية 0.05 دينار أردني                      |       |
|                                                                                     |                                                                                     |                                                      |                                                      |       |

| \| \|                                                                               | \| \|                                                                               | \| \|                                                | \| \|                                                | \| \| |
| ----------------------------------------------------------------------------------- | ----------------------------------------------------------------------------------- | ---------------------------------------------------- | ---------------------------------------------------- | ----- |
| 50 فلس أردني معدني (1981)                                                           |                                                                                     |                                                      |                                                      |       |
| الوجه : 1401 هـ 1981 مـ نصف درهم 50 فلساً FIFTY FILS THE HASHEMITE KINGDOM OF JORDAN | الوجه : 1401 هـ 1981 مـ نصف درهم 50 فلساً FIFTY FILS THE HASHEMITE KINGDOM OF JORDAN | العكس : الحسين بن طلال ملك المملكة الأردنية الهاشمية | العكس : الحسين بن طلال ملك المملكة الأردنية الهاشمية |       |
| الكتلة 7.5 غ                                                                        | المعدن نحاس - نيكل                                                                  | القطر 25.8 مم                                        | السُمك 1.93 مم                                        |       |
| المصمم(ون)                                                                          | المصمم(ون)                                                                          | الحواف مسكوكة                                        | الحواف مسكوكة                                        |       |
| الطرازات 1981                                                                       | الطرازات 1981                                                                       | القيمة الاسمية 0.05 دينار أردني                      | القيمة الاسمية 0.05 دينار أردني                      |       |
|                                                                                     |                                                                                     |                                                      |                                                      |       |

| \| \|                                                                               | \| \|                                                                               | \| \|                                                | \| \|                                                | \| \| |
| ----------------------------------------------------------------------------------- | ----------------------------------------------------------------------------------- | ---------------------------------------------------- | ---------------------------------------------------- | ----- |
| 50 فلس أردني معدني (1984)                                                           |                                                                                     |                                                      |                                                      |       |
| الوجه : 1404 هـ 1984 مـ نصف درهم 50 فلساً FIFTY FILS THE HASHEMITE KINGDOM OF JORDAN | الوجه : 1404 هـ 1984 مـ نصف درهم 50 فلساً FIFTY FILS THE HASHEMITE KINGDOM OF JORDAN | العكس : الحسين بن طلال ملك المملكة الأردنية الهاشمية | العكس : الحسين بن طلال ملك المملكة الأردنية الهاشمية |       |
| الكتلة 7.5 غ                                                                        | المعدن نحاس - نيكل                                                                  | القطر 25.8 مم                                        | السُمك 1.93 مم                                        |       |
| المصمم(ون)                                                                          | المصمم(ون)                                                                          | الحواف مسكوكة                                        | الحواف مسكوكة                                        |       |
| الطرازات 1984                                                                       | الطرازات 1984                                                                       | القيمة الاسمية 0.05 دينار أردني                      | القيمة الاسمية 0.05 دينار أردني                      |       |
|                                                                                     |                                                                                     |                                                      |                                                      |       |

| \| \|                                                                               | \| \|                                                                               | \| \|                                                | \| \|                                                | \| \| |
| ----------------------------------------------------------------------------------- | ----------------------------------------------------------------------------------- | ---------------------------------------------------- | ---------------------------------------------------- | ----- |
| 50 فلس أردني معدني (1985)                                                           |                                                                                     |                                                      |                                                      |       |
| الوجه : 1406 هـ 1985 مـ نصف درهم 50 فلساً FIFTY FILS THE HASHEMITE KINGDOM OF JORDAN | الوجه : 1406 هـ 1985 مـ نصف درهم 50 فلساً FIFTY FILS THE HASHEMITE KINGDOM OF JORDAN | العكس : الحسين بن طلال ملك المملكة الأردنية الهاشمية | العكس : الحسين بن طلال ملك المملكة الأردنية الهاشمية |       |
| الكتلة 7.5 غ                                                                        | المعدن نحاس - نيكل                                                                  | القطر 25.8 مم                                        | السُمك 1.93 مم                                        |       |
| المصمم(ون)                                                                          | المصمم(ون)                                                                          | الحواف مسكوكة                                        | الحواف مسكوكة                                        |       |
| الطرازات 1985                                                                       | الطرازات 1985                                                                       | القيمة الاسمية 0.05 دينار أردني                      | القيمة الاسمية 0.05 دينار أردني                      |       |
|                                                                                     |                                                                                     |                                                      |                                                      |       |

| \| \|                                                                               | \| \|                                                                               | \| \|                                                | \| \|                                                | \| \| |
| ----------------------------------------------------------------------------------- | ----------------------------------------------------------------------------------- | ---------------------------------------------------- | ---------------------------------------------------- | ----- |
| 50 فلس أردني معدني (1989)                                                           |                                                                                     |                                                      |                                                      |       |
| الوجه : 1409 هـ 1989 مـ نصف درهم 50 فلساً FIFTY FILS THE HASHEMITE KINGDOM OF JORDAN | الوجه : 1409 هـ 1989 مـ نصف درهم 50 فلساً FIFTY FILS THE HASHEMITE KINGDOM OF JORDAN | العكس : الحسين بن طلال ملك المملكة الأردنية الهاشمية | العكس : الحسين بن طلال ملك المملكة الأردنية الهاشمية |       |
| الكتلة 7.5 غ                                                                        | المعدن نحاس - نيكل                                                                  | القطر 25.8 مم                                        | السُمك 1.93 مم                                        |       |
| المصمم(ون)                                                                          | المصمم(ون)                                                                          | الحواف مسكوكة                                        | الحواف مسكوكة                                        |       |
| الطرازات 1989                                                                       | الطرازات 1989                                                                       | القيمة الاسمية 0.05 دينار أردني                      | القيمة الاسمية 0.05 دينار أردني                      |       |
|                                                                                     |                                                                                     |                                                      |                                                      |       |

| \| \|                                                                               | \| \|                                                                               | \| \|                                                | \| \|                                                | \| \| |
| ----------------------------------------------------------------------------------- | ----------------------------------------------------------------------------------- | ---------------------------------------------------- | ---------------------------------------------------- | ----- |
| 50 فلس أردني معدني (1991)                                                           |                                                                                     |                                                      |                                                      |       |
| الوجه : 1411 هـ 1991 مـ نصف درهم 50 فلساً FIFTY FILS THE HASHEMITE KINGDOM OF JORDAN | الوجه : 1411 هـ 1991 مـ نصف درهم 50 فلساً FIFTY FILS THE HASHEMITE KINGDOM OF JORDAN | العكس : الحسين بن طلال ملك المملكة الأردنية الهاشمية | العكس : الحسين بن طلال ملك المملكة الأردنية الهاشمية |       |
| الكتلة 7.5 غ                                                                        | المعدن نحاس - نيكل                                                                  | القطر 25.8 مم                                        | السُمك 1.93 مم                                        |       |
| المصمم(ون)                                                                          | المصمم(ون)                                                                          | الحواف مسكوكة                                        | الحواف مسكوكة                                        |       |
| الطرازات 1991                                                                       | الطرازات 1991                                                                       | القيمة الاسمية 0.05 دينار أردني                      | القيمة الاسمية 0.05 دينار أردني                      |       |
|                                                                                     |                                                                                     |                                                      |                                                      |       |

### 100 فلس

#### 1949 إلى 1965
| \| \|                                                      | \| \|                                                      | \| \|                                                                 | \| \|                                                                 | \| \| |
| ---------------------------------------------------------- | ---------------------------------------------------------- | --------------------------------------------------------------------- | --------------------------------------------------------------------- | ----- |
| 100 فلس أردني معدني (1949)                                 |                                                            |                                                                       |                                                                       |       |
| الوجه : 1368 - 1949 100 مائة فلس المملكة الأردنية الهاشمية | الوجه : 1368 - 1949 100 مائة فلس المملكة الأردنية الهاشمية | العكس : THE HASHEMITE KINGDOM OF THE JORDAN ONE HUNDRED FILS 100 1949 | العكس : THE HASHEMITE KINGDOM OF THE JORDAN ONE HUNDRED FILS 100 1949 |       |
| الكتلة 12 غ                                                | المعدن نحاس - نيكل                                         | القطر 30 مم                                                           | السُمك 2.1 مم                                                          |       |
| المصمم(ون)                                                 | المصمم(ون)                                                 | الحواف مسكوكة                                                         | الحواف مسكوكة                                                         |       |
| الطرازات 1949                                              | الطرازات 1949                                              | القيمة الاسمية 0.1 دينار أردني                                        | القيمة الاسمية 0.1 دينار أردني                                        |       |
|                                                            |                                                            |                                                                       |                                                                       |       |

| \| \|                                                      | \| \|                                                      | \| \|                                                                 | \| \|                                                                 | \| \| |
| ---------------------------------------------------------- | ---------------------------------------------------------- | --------------------------------------------------------------------- | --------------------------------------------------------------------- | ----- |
| 100 فلس أردني معدني (1955)                                 |                                                            |                                                                       |                                                                       |       |
| الوجه : 1374 - 1955 100 مائة فلس المملكة الأردنية الهاشمية | الوجه : 1374 - 1955 100 مائة فلس المملكة الأردنية الهاشمية | العكس : THE HASHEMITE KINGDOM OF THE JORDAN ONE HUNDRED FILS 100 1955 | العكس : THE HASHEMITE KINGDOM OF THE JORDAN ONE HUNDRED FILS 100 1955 |       |
| الكتلة 12 غ                                                | المعدن نحاس - نيكل                                         | القطر 30 مم                                                           | السُمك 2.1 مم                                                          |       |
| المصمم(ون)                                                 | المصمم(ون)                                                 | الحواف مسكوكة                                                         | الحواف مسكوكة                                                         |       |
| الطرازات 1955                                              | الطرازات 1955                                              | القيمة الاسمية 0.1 دينار أردني                                        | القيمة الاسمية 0.1 دينار أردني                                        |       |
|                                                            |                                                            |                                                                       |                                                                       |       |

| \| \|                                                      | \| \|                                                      | \| \|                                                                 | \| \|                                                                 | \| \| |
| ---------------------------------------------------------- | ---------------------------------------------------------- | --------------------------------------------------------------------- | --------------------------------------------------------------------- | ----- |
| 100 فلس أردني معدني (1962)                                 |                                                            |                                                                       |                                                                       |       |
| الوجه : 1382 - 1962 100 مائة فلس المملكة الأردنية الهاشمية | الوجه : 1382 - 1962 100 مائة فلس المملكة الأردنية الهاشمية | العكس : THE HASHEMITE KINGDOM OF THE JORDAN ONE HUNDRED FILS 100 1962 | العكس : THE HASHEMITE KINGDOM OF THE JORDAN ONE HUNDRED FILS 100 1962 |       |
| الكتلة 12 غ                                                | المعدن نحاس - نيكل                                         | القطر 30 مم                                                           | السُمك 2.1 مم                                                          |       |
| المصمم(ون)                                                 | المصمم(ون)                                                 | الحواف مسكوكة                                                         | الحواف مسكوكة                                                         |       |
| الطرازات 1962                                              | الطرازات 1962                                              | القيمة الاسمية 0.1 دينار أردني                                        | القيمة الاسمية 0.1 دينار أردني                                        |       |
|                                                            |                                                            |                                                                       |                                                                       |       |

| \| \|                                                      | \| \|                                                      | \| \|                                                                 | \| \|                                                                 | \| \| |
| ---------------------------------------------------------- | ---------------------------------------------------------- | --------------------------------------------------------------------- | --------------------------------------------------------------------- | ----- |
| 100 فلس أردني معدني (1964)                                 |                                                            |                                                                       |                                                                       |       |
| الوجه : 1383 - 1964 100 مائة فلس المملكة الأردنية الهاشمية | الوجه : 1383 - 1964 100 مائة فلس المملكة الأردنية الهاشمية | العكس : THE HASHEMITE KINGDOM OF THE JORDAN ONE HUNDRED FILS 100 1964 | العكس : THE HASHEMITE KINGDOM OF THE JORDAN ONE HUNDRED FILS 100 1964 |       |
| الكتلة 12 غ                                                | المعدن نحاس - نيكل                                         | القطر 30 مم                                                           | السُمك 2.1 مم                                                          |       |
| المصمم(ون)                                                 | المصمم(ون)                                                 | الحواف مسكوكة                                                         | الحواف مسكوكة                                                         |       |
| الطرازات 1964                                              | الطرازات 1964                                              | القيمة الاسمية 0.1 دينار أردني                                        | القيمة الاسمية 0.1 دينار أردني                                        |       |
|                                                            |                                                            |                                                                       |                                                                       |       |

| \| \|                                                      | \| \|                                                      | \| \|                                                                 | \| \|                                                                 | \| \| |
| ---------------------------------------------------------- | ---------------------------------------------------------- | --------------------------------------------------------------------- | --------------------------------------------------------------------- | ----- |
| 100 فلس أردني معدني (1965)                                 |                                                            |                                                                       |                                                                       |       |
| الوجه : 1385 - 1965 100 مائة فلس المملكة الأردنية الهاشمية | الوجه : 1385 - 1965 100 مائة فلس المملكة الأردنية الهاشمية | العكس : THE HASHEMITE KINGDOM OF THE JORDAN ONE HUNDRED FILS 100 1965 | العكس : THE HASHEMITE KINGDOM OF THE JORDAN ONE HUNDRED FILS 100 1965 |       |
| الكتلة 12 غ                                                | المعدن نحاس - نيكل                                         | القطر 30 مم                                                           | السُمك 2.1 مم                                                          |       |
| المصمم(ون)                                                 | المصمم(ون)                                                 | الحواف مسكوكة                                                         | الحواف مسكوكة                                                         |       |
| الطرازات 1965                                              | الطرازات 1965                                              | القيمة الاسمية 0.1 دينار أردني                                        | القيمة الاسمية 0.1 دينار أردني                                        |       |
|                                                            |                                                            |                                                                       |                                                                       |       |

#### 1968 إلى 1991
| \| \|                                                                                 | \| \|                                                                                 | \| \|                                                | \| \|                                                | \| \| |
| ------------------------------------------------------------------------------------- | ------------------------------------------------------------------------------------- | ---------------------------------------------------- | ---------------------------------------------------- | ----- |
| 100 فلس أردني معدني (1968)                                                            |                                                                                       |                                                      |                                                      |       |
| الوجه : 1387 هـ 1968 مـ درهم 100 فلس ONE HUNDRED FILS THE HASHEMITE KINGDOM OF JORDAN | الوجه : 1387 هـ 1968 مـ درهم 100 فلس ONE HUNDRED FILS THE HASHEMITE KINGDOM OF JORDAN | العكس : الحسين بن طلال ملك المملكة الأردنية الهاشمية | العكس : الحسين بن طلال ملك المملكة الأردنية الهاشمية |       |
| الكتلة 12 غ                                                                           | المعدن نحاس - نيكل                                                                    | القطر 30 مم                                          | السُمك 2.1 مم                                         |       |
| المصمم(ون)                                                                            | المصمم(ون)                                                                            | الحواف مسكوكة                                        | الحواف مسكوكة                                        |       |
| الطرازات 1968                                                                         | الطرازات 1968                                                                         | القيمة الاسمية 0.1 دينار أردني                       | القيمة الاسمية 0.1 دينار أردني                       |       |
|                                                                                       |                                                                                       |                                                      |                                                      |       |

| \| \|                                                                                 | \| \|                                                                                 | \| \|                                                | \| \|                                                | \| \| |
| ------------------------------------------------------------------------------------- | ------------------------------------------------------------------------------------- | ---------------------------------------------------- | ---------------------------------------------------- | ----- |
| 100 فلس أردني معدني (1975)                                                            |                                                                                       |                                                      |                                                      |       |
| الوجه : 1395 هـ 1975 مـ درهم 100 فلس ONE HUNDRED FILS THE HASHEMITE KINGDOM OF JORDAN | الوجه : 1395 هـ 1975 مـ درهم 100 فلس ONE HUNDRED FILS THE HASHEMITE KINGDOM OF JORDAN | العكس : الحسين بن طلال ملك المملكة الأردنية الهاشمية | العكس : الحسين بن طلال ملك المملكة الأردنية الهاشمية |       |
| الكتلة 12 غ                                                                           | المعدن نحاس - نيكل                                                                    | القطر 30 مم                                          | السُمك 2.1 مم                                         |       |
| المصمم(ون)                                                                            | المصمم(ون)                                                                            | الحواف مسكوكة                                        | الحواف مسكوكة                                        |       |
| الطرازات 1975                                                                         | الطرازات 1975                                                                         | القيمة الاسمية 0.1 دينار أردني                       | القيمة الاسمية 0.1 دينار أردني                       |       |
|                                                                                       |                                                                                       |                                                      |                                                      |       |

| \| \|                                                                                 | \| \|                                                                                 | \| \|                                                | \| \|                                                | \| \| |
| ------------------------------------------------------------------------------------- | ------------------------------------------------------------------------------------- | ---------------------------------------------------- | ---------------------------------------------------- | ----- |
| 100 فلس أردني معدني (1977)                                                            |                                                                                       |                                                      |                                                      |       |
| الوجه : 1398 هـ 1977 مـ درهم 100 فلس ONE HUNDRED FILS THE HASHEMITE KINGDOM OF JORDAN | الوجه : 1398 هـ 1977 مـ درهم 100 فلس ONE HUNDRED FILS THE HASHEMITE KINGDOM OF JORDAN | العكس : الحسين بن طلال ملك المملكة الأردنية الهاشمية | العكس : الحسين بن طلال ملك المملكة الأردنية الهاشمية |       |
| الكتلة 12 غ                                                                           | المعدن نحاس - نيكل                                                                    | القطر 30 مم                                          | السُمك 2.1 مم                                         |       |
| المصمم(ون)                                                                            | المصمم(ون)                                                                            | الحواف مسكوكة                                        | الحواف مسكوكة                                        |       |
| الطرازات 1977                                                                         | الطرازات 1977                                                                         | القيمة الاسمية 0.1 دينار أردني                       | القيمة الاسمية 0.1 دينار أردني                       |       |
|                                                                                       |                                                                                       |                                                      |                                                      |       |

| \| \|                                                                                 | \| \|                                                                                 | \| \|                                                | \| \|                                                | \| \| |
| ------------------------------------------------------------------------------------- | ------------------------------------------------------------------------------------- | ---------------------------------------------------- | ---------------------------------------------------- | ----- |
| 100 فلس أردني معدني (1978)                                                            |                                                                                       |                                                      |                                                      |       |
| الوجه : 1398 هـ 1978 مـ درهم 100 فلس ONE HUNDRED FILS THE HASHEMITE KINGDOM OF JORDAN | الوجه : 1398 هـ 1978 مـ درهم 100 فلس ONE HUNDRED FILS THE HASHEMITE KINGDOM OF JORDAN | العكس : الحسين بن طلال ملك المملكة الأردنية الهاشمية | العكس : الحسين بن طلال ملك المملكة الأردنية الهاشمية |       |
| الكتلة 12 غ                                                                           | المعدن نحاس - نيكل                                                                    | القطر 30 مم                                          | السُمك 2.1 مم                                         |       |
| المصمم(ون)                                                                            | المصمم(ون)                                                                            | الحواف مسكوكة                                        | الحواف مسكوكة                                        |       |
| الطرازات 1978                                                                         | الطرازات 1978                                                                         | القيمة الاسمية 0.1 دينار أردني                       | القيمة الاسمية 0.1 دينار أردني                       |       |
|                                                                                       |                                                                                       |                                                      |                                                      |       |

| \| \|                                                                                 | \| \|                                                                                 | \| \|                                                | \| \|                                                | \| \| |
| ------------------------------------------------------------------------------------- | ------------------------------------------------------------------------------------- | ---------------------------------------------------- | ---------------------------------------------------- | ----- |
| 100 فلس أردني معدني (1981)                                                            |                                                                                       |                                                      |                                                      |       |
| الوجه : 1401 هـ 1981 مـ درهم 100 فلس ONE HUNDRED FILS THE HASHEMITE KINGDOM OF JORDAN | الوجه : 1401 هـ 1981 مـ درهم 100 فلس ONE HUNDRED FILS THE HASHEMITE KINGDOM OF JORDAN | العكس : الحسين بن طلال ملك المملكة الأردنية الهاشمية | العكس : الحسين بن طلال ملك المملكة الأردنية الهاشمية |       |
| الكتلة 12 غ                                                                           | المعدن نحاس - نيكل                                                                    | القطر 30 مم                                          | السُمك 2.1 مم                                         |       |
| المصمم(ون)                                                                            | المصمم(ون)                                                                            | الحواف مسكوكة                                        | الحواف مسكوكة                                        |       |
| الطرازات 1981                                                                         | الطرازات 1981                                                                         | القيمة الاسمية 0.1 دينار أردني                       | القيمة الاسمية 0.1 دينار أردني                       |       |
|                                                                                       |                                                                                       |                                                      |                                                      |       |

| \| \|                                                                                 | \| \|                                                                                 | \| \|                                                | \| \|                                                | \| \| |
| ------------------------------------------------------------------------------------- | ------------------------------------------------------------------------------------- | ---------------------------------------------------- | ---------------------------------------------------- | ----- |
| 100 فلس أردني معدني (1984)                                                            |                                                                                       |                                                      |                                                      |       |
| الوجه : 1404 هـ 1984 مـ درهم 100 فلس ONE HUNDRED FILS THE HASHEMITE KINGDOM OF JORDAN | الوجه : 1404 هـ 1984 مـ درهم 100 فلس ONE HUNDRED FILS THE HASHEMITE KINGDOM OF JORDAN | العكس : الحسين بن طلال ملك المملكة الأردنية الهاشمية | العكس : الحسين بن طلال ملك المملكة الأردنية الهاشمية |       |
| الكتلة 12 غ                                                                           | المعدن نحاس - نيكل                                                                    | القطر 30 مم                                          | السُمك 2.1 مم                                         |       |
| المصمم(ون)                                                                            | المصمم(ون)                                                                            | الحواف مسكوكة                                        | الحواف مسكوكة                                        |       |
| الطرازات 1984                                                                         | الطرازات 1984                                                                         | القيمة الاسمية 0.1 دينار أردني                       | القيمة الاسمية 0.1 دينار أردني                       |       |
|                                                                                       |                                                                                       |                                                      |                                                      |       |

| \| \|                                                                                 | \| \|                                                                                 | \| \|                                                | \| \|                                                | \| \| |
| ------------------------------------------------------------------------------------- | ------------------------------------------------------------------------------------- | ---------------------------------------------------- | ---------------------------------------------------- | ----- |
| 100 فلس أردني معدني (1985)                                                            |                                                                                       |                                                      |                                                      |       |
| الوجه : 1406 هـ 1985 مـ درهم 100 فلس ONE HUNDRED FILS THE HASHEMITE KINGDOM OF JORDAN | الوجه : 1406 هـ 1985 مـ درهم 100 فلس ONE HUNDRED FILS THE HASHEMITE KINGDOM OF JORDAN | العكس : الحسين بن طلال ملك المملكة الأردنية الهاشمية | العكس : الحسين بن طلال ملك المملكة الأردنية الهاشمية |       |
| الكتلة 12 غ                                                                           | المعدن نحاس - نيكل                                                                    | القطر 30 مم                                          | السُمك 2.1 مم                                         |       |
| المصمم(ون)                                                                            | المصمم(ون)                                                                            | الحواف مسكوكة                                        | الحواف مسكوكة                                        |       |
| الطرازات 1985                                                                         | الطرازات 1985                                                                         | القيمة الاسمية 0.1 دينار أردني                       | القيمة الاسمية 0.1 دينار أردني                       |       |
|                                                                                       |                                                                                       |                                                      |                                                      |       |

| \| \|                                                                                 | \| \|                                                                                 | \| \|                                                | \| \|                                                | \| \| |
| ------------------------------------------------------------------------------------- | ------------------------------------------------------------------------------------- | ---------------------------------------------------- | ---------------------------------------------------- | ----- |
| 100 فلس أردني معدني (1989)                                                            |                                                                                       |                                                      |                                                      |       |
| الوجه : 1409 هـ 1989 مـ درهم 100 فلس ONE HUNDRED FILS THE HASHEMITE KINGDOM OF JORDAN | الوجه : 1409 هـ 1989 مـ درهم 100 فلس ONE HUNDRED FILS THE HASHEMITE KINGDOM OF JORDAN | العكس : الحسين بن طلال ملك المملكة الأردنية الهاشمية | العكس : الحسين بن طلال ملك المملكة الأردنية الهاشمية |       |
| الكتلة 12 غ                                                                           | المعدن نحاس - نيكل                                                                    | القطر 30 مم                                          | السُمك 2.1 مم                                         |       |
| المصمم(ون)                                                                            | المصمم(ون)                                                                            | الحواف مسكوكة                                        | الحواف مسكوكة                                        |       |
| الطرازات 1989                                                                         | الطرازات 1989                                                                         | القيمة الاسمية 0.1 دينار أردني                       | القيمة الاسمية 0.1 دينار أردني                       |       |
|                                                                                       |                                                                                       |                                                      |                                                      |       |

| \| \|                                                                                 | \| \|                                                                                 | \| \|                                                | \| \|                                                | \| \| |
| ------------------------------------------------------------------------------------- | ------------------------------------------------------------------------------------- | ---------------------------------------------------- | ---------------------------------------------------- | ----- |
| 100 فلس أردني معدني (1991)                                                            |                                                                                       |                                                      |                                                      |       |
| الوجه : 1411 هـ 1991 مـ درهم 100 فلس ONE HUNDRED FILS THE HASHEMITE KINGDOM OF JORDAN | الوجه : 1411 هـ 1991 مـ درهم 100 فلس ONE HUNDRED FILS THE HASHEMITE KINGDOM OF JORDAN | العكس : الحسين بن طلال ملك المملكة الأردنية الهاشمية | العكس : الحسين بن طلال ملك المملكة الأردنية الهاشمية |       |
| الكتلة 12 غ                                                                           | المعدن نحاس - نيكل                                                                    | القطر 30 مم                                          | السُمك 2.1 مم                                         |       |
| المصمم(ون)                                                                            | المصمم(ون)                                                                            | الحواف مسكوكة                                        | الحواف مسكوكة                                        |       |
| الطرازات 1991                                                                         | الطرازات 1991                                                                         | القيمة الاسمية 0.1 دينار أردني                       | القيمة الاسمية 0.1 دينار أردني                       |       |
|                                                                                       |                                                                                       |                                                      |                                                      |       |